# グランクラス

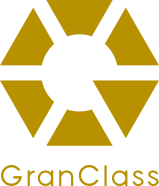
グランクラスのロゴ

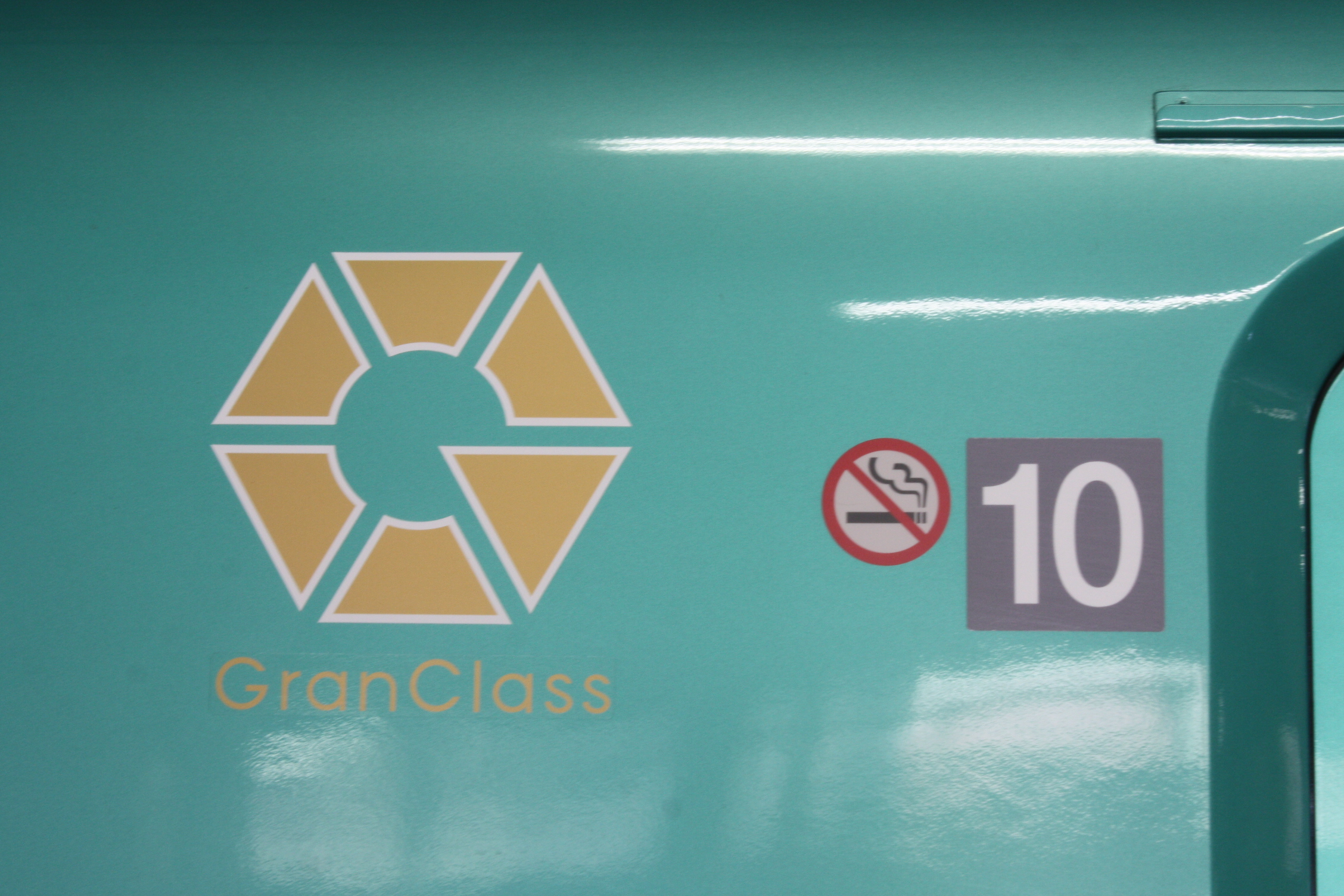
グランクラスのロゴマーク（E5系・H5系）

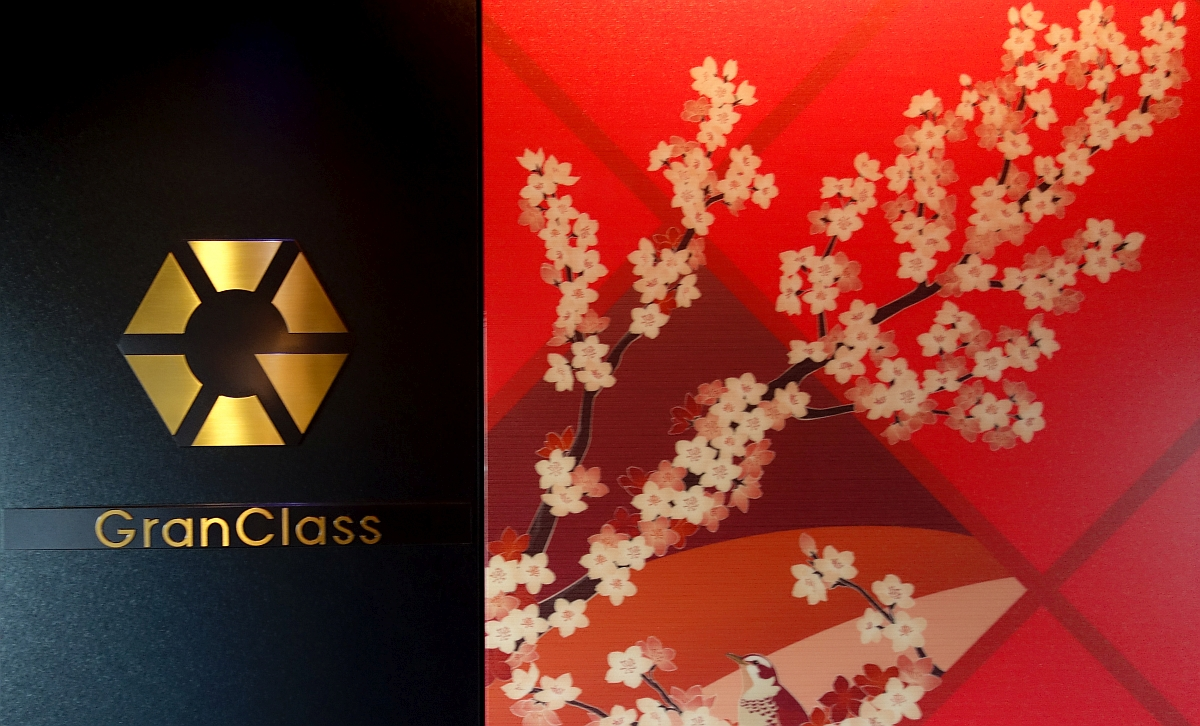
グランクラスのロゴマーク（E7系・W7系）

グランクラス (Gran Class) は、東日本旅客鉄道（JR東日本）と北海道旅客鉄道（JR北海道）の東北・北海道新幹線および、東日本旅客鉄道（JR東日本）と西日本旅客鉄道（JR西日本）の上越・北陸新幹線の新幹線車両に連結される特別車両、および座席の名称。普通車や、普通車よりも上のグレードであるグリーン車よりもさらに上位の車両・座席として設定され、乗客1人当たりの占有面積が広く、旅客機におけるファーストクラスに相当するサービスを提供する。料金もグリーン車よりさらに高額となる。

## 概要
東北新幹線の新型車両E5系の導入に合わせて、従来のグリーン車よりも上位となるファーストクラス「スーパーグリーン車（仮称）」の導入が2008年4月に発表された後、2010年5月11日に正式名称がグランクラス （Gran Class) に決定したことが発表された。E5系のグランクラスは「特別な旅のひとときをあなたに -Exclusive Dream- 」をコンセプトに内装がデザインされ、日本デザイン振興会の2011年度グッドデザイン賞を受賞している。
2011年3月5日、東京駅 - 新青森駅間で運行されるE5系「はやぶさ」にて営業開始。その後、「はやて」・「やまびこ」・「なすの」の各列車においても、E5系を用いる列車で順次営業が開始された。
東北新幹線E5系に続き、2015年3月14日に金沢駅まで延伸開業した北陸新幹線用として、JR東日本とJR西日本が2社共同で導入するE7系・W7系にも設定された。2014年3月15日より長野新幹線「あさま」へのE7系先行投入と同時に営業を開始した。
さらに、2016年3月26日に新函館北斗駅まで部分開業した北海道新幹線用として、北海道旅客鉄道（JR北海道）が導入するH5系（E5系ベース）にも設定されている。
また、2017年4月4日のJR東日本の定例社長会見で、2018年度から上越新幹線（東京 - 新潟間）にも北陸新幹線用と同じE7系を投入する計画を発表。2019年3月16日から営業運転を開始し、グランクラスの営業も開始した。

### 経緯
2011年春に東北新幹線に導入する新型高速新幹線（E5系）の車両仕様検討に合わせ、現行グリーン車よりも「ゆとりのある空間」や「静かな空間での移動」の意見があったことを踏まえ、グリーン車を超えるクラスを設定することの検討が2007年秋に始まった。その後、デザインコンセプトがまとまった2008年4月に「スーパーグリーン車（仮称）」を導入することを発表した。同年夏以降、プロジェクトチームを発足させ、社内での本格的な議論が開始された。
サービス内容の検討するに当たり、以下の3点をキーワードとした。
- あなただけの空間（パーソナル感の確保）
- こだわり（お客様の上質な時間）
- オリジナル（東北新幹線ならでは）

これらのキーワードを元に車両メーカーと座席メーカーがコラボレートした高級感あふれるシートの開発や車内サービスの提供内容の検討が行われている。

### 名称
「グランクラス」とは、フランス語で「大きな」という意味を表す「Grand」と英語の「Class」を組み合わせた造語である。”グランクラス (Gran Class)”という名称は、カナ表記および英字表記のいずれもJR東日本の登録商標となっている。
当初はアテンダントサービスの有無による名称上の区別はなかったが、2016年3月26日のダイヤ改正より、アテンダントサービスのあるものを「グランクラス（A）」、座席のみの営業のものを「グランクラス（B）」と区別するようになった。以下、本記事中では同改正以前のものについても、この区分で表記することがある。
グランクラス車両には、頭文字の「G」をかたどったロゴマークが客用扉横に設置されている。また、時刻表でもグランクラス車両を連結する列車にはこのロゴマークが記載されている。なお、2016年3月26日のダイヤ改正より、ロゴマークを構成するブロック1つ1つが黒塗りになっているものが「グランクラス（A）」、白抜きになっているものが「グランクラス（B）」と区別している（JTB時刻表では先んじてこの表示形態を採用していた）。
なお、グランクラスの呼称自体は固有のものではなく、スペインのバルセロナを起点とし、フランスやスイスなどの国々まで運行されている国際夜行列車「エリプソス」において、「グランクラス」という名称の個室寝台が設定されている。

### 料金
利用には、運賃（乗車券）・特急料金（新幹線特急券）に加え、「グランクラス料金」と呼ばれる特別料金が必要となる。なお、グランクラスは、制度上はグリーン車（特別車両）の一種であり、特別車両券の券面上は「グリーン券」の表示となっている。列車ごとのアテンダントサービス提供の有無、東北・北海道新幹線の新青森駅（JR東日本・JR北海道の管理境界駅）または北陸新幹線の上越妙高駅（JR東日本・JR西日本の管理境界駅）で下車せず通過利用する場合とで加算額は異なっている。
JR東日本・JR西日本では株主に対し株主優待として運賃・料金が割引（但し割引率は両社で異なる）となる株主優待券を発行しているが、グランクラスの利用は運賃のみが割引の対象となり、新幹線特急料金・グランクラス料金は割引対象外となっている。
また、日本国の国会議員に支給される、俗に言う「JR無料パス」（正式名称は『特殊乗車券』）でもグランクラスの利用は運賃のみが無料となり、新幹線特急料金・グランクラス料金は全額が必要となる。
さらに、JR東日本・JR西日本・JR北海道の社員に配布される「職務乗車証」やその家族に配布される「家族社員証」でも、グランクラスは割引対象とならず、社員本人は乗車券のみ無料で新幹線特急料金・グランクラス料金は全額が必要となる。（社員家族は乗車券のみ半額となり新幹線特急料金・グランクラス料金は全額が必要となる）
上越新幹線、北陸新幹線の『あさま』（期間限定）に、グリーン車料金＋1500円でグランクラス（シートサービスのみ）にグレードアップできる『ふらっとグランクラス』がある。ふらっとグランクラスに乗車すると、NewDaysとキオスクの利用券（500円）がつく。
2022年10月31日、JR東海は東海道新幹線にグランクラスに相当する「上級グリーン車」の導入を検討していることを明かした。

### 利用率
東北・北海道新幹線におけるグランクラスの乗車率は50 %程度と発表されている。

## 車内設備・サービス

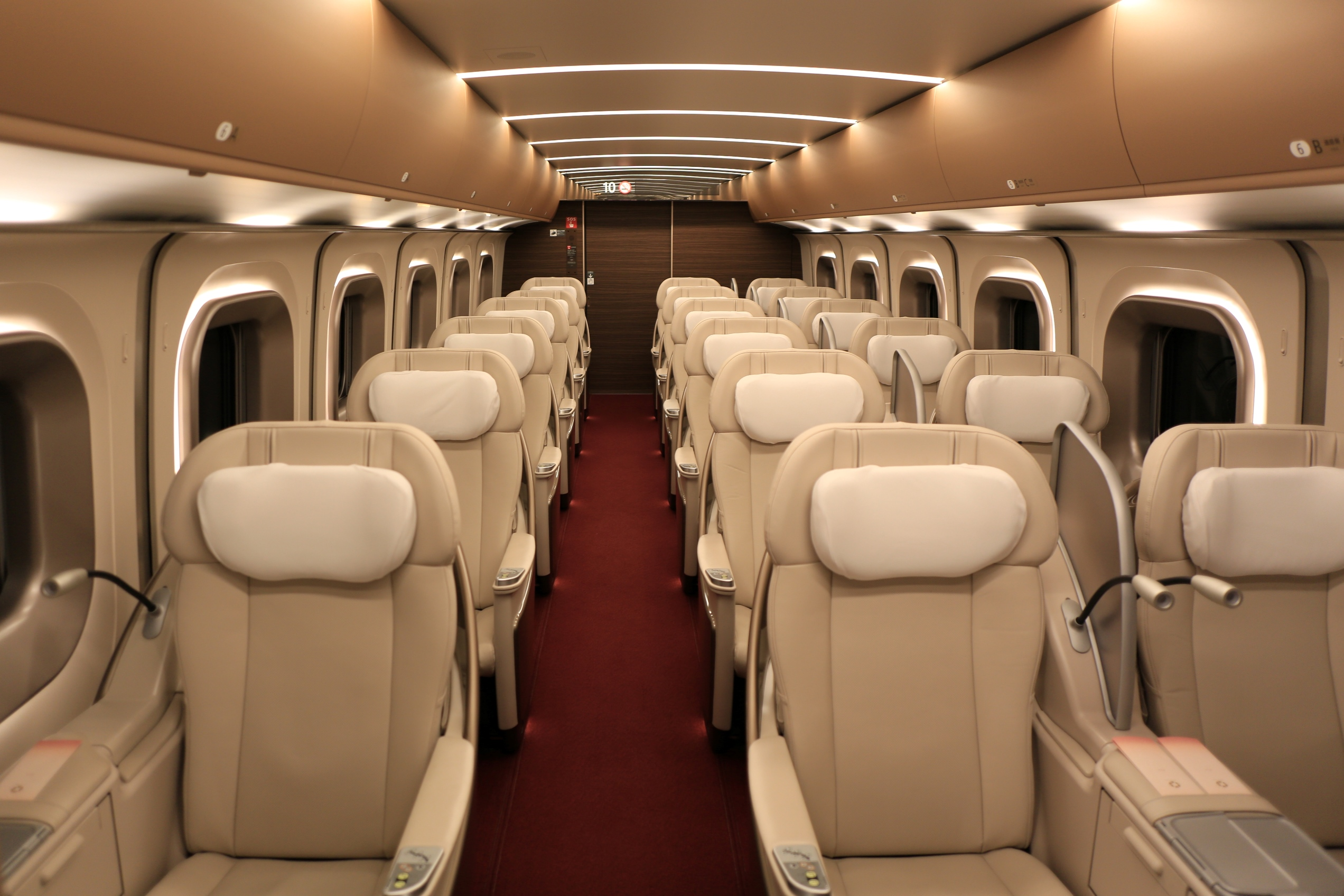
E5系のグランクラス車内（出入口側から）

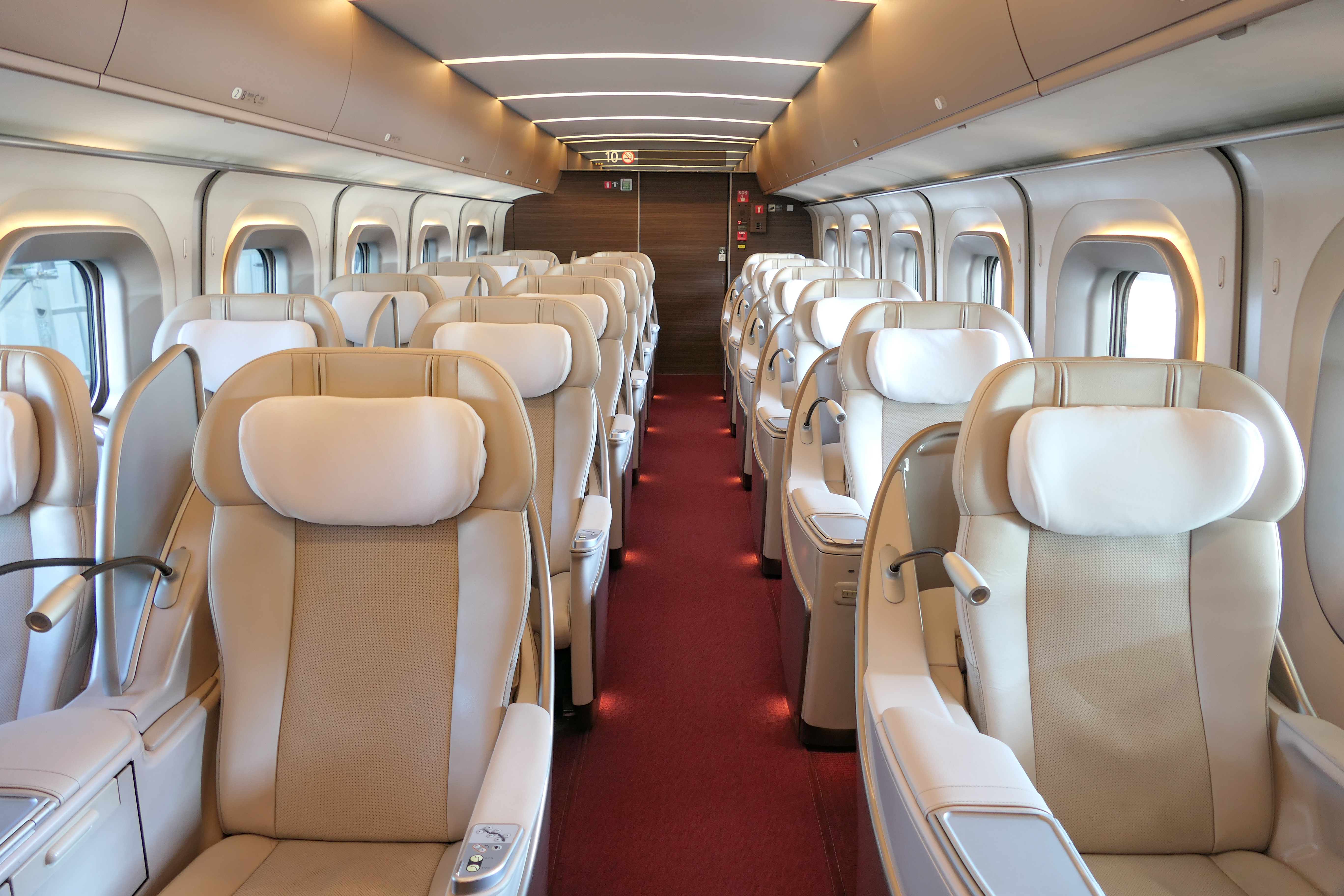
E5系のグランクラス車内（9号車側から）

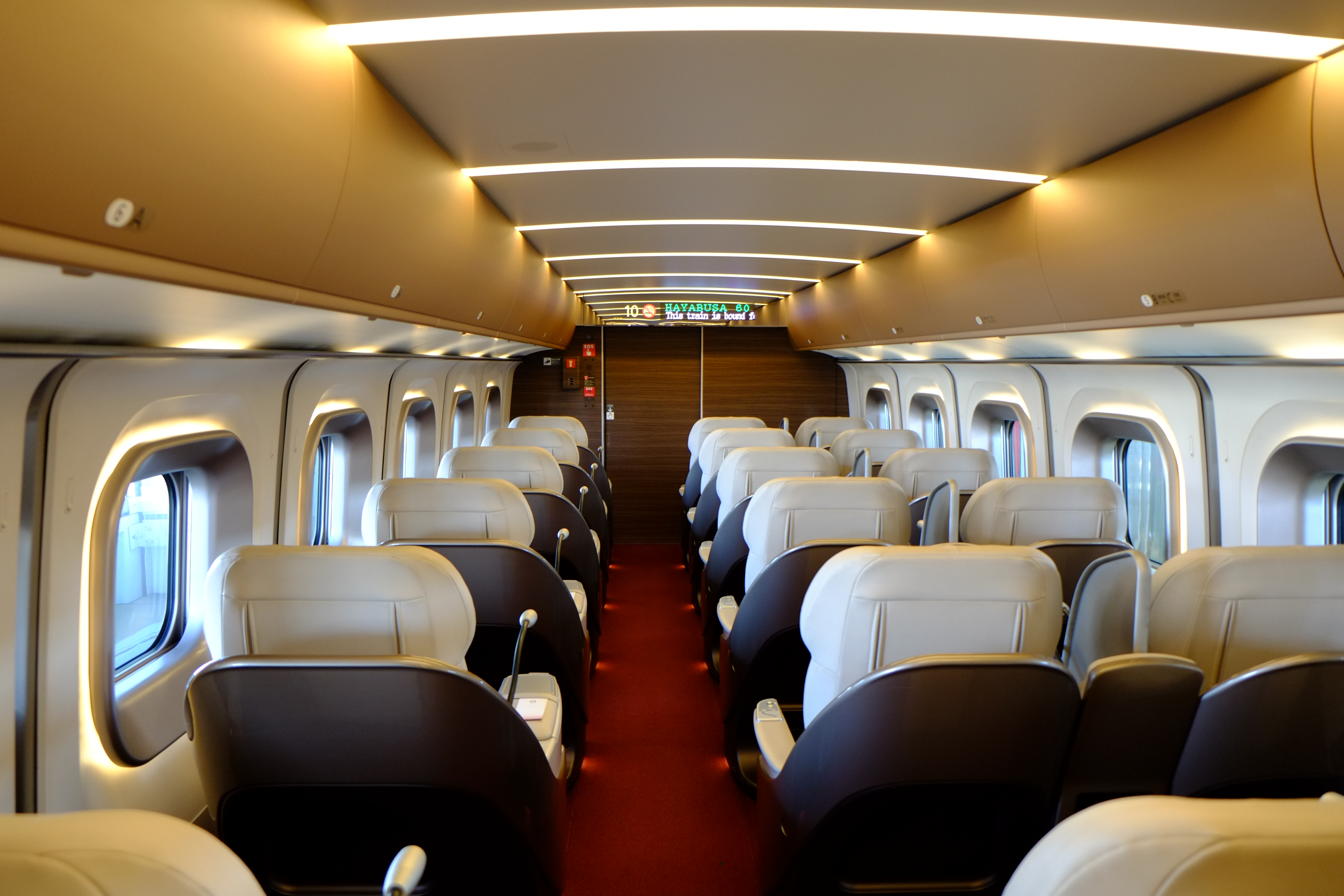
E5系のグランクラス車内（後方から）

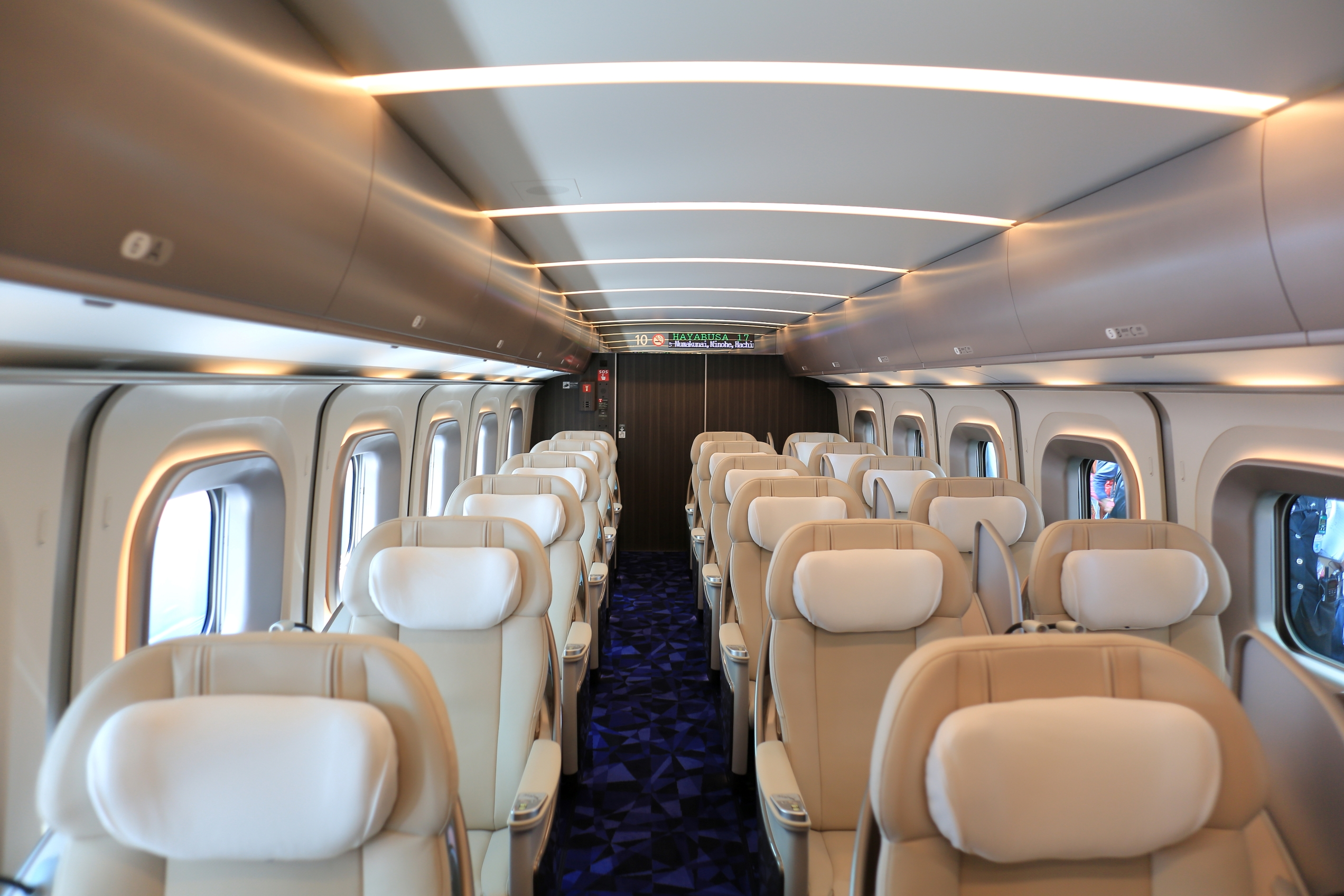
H5系のグランクラス車内

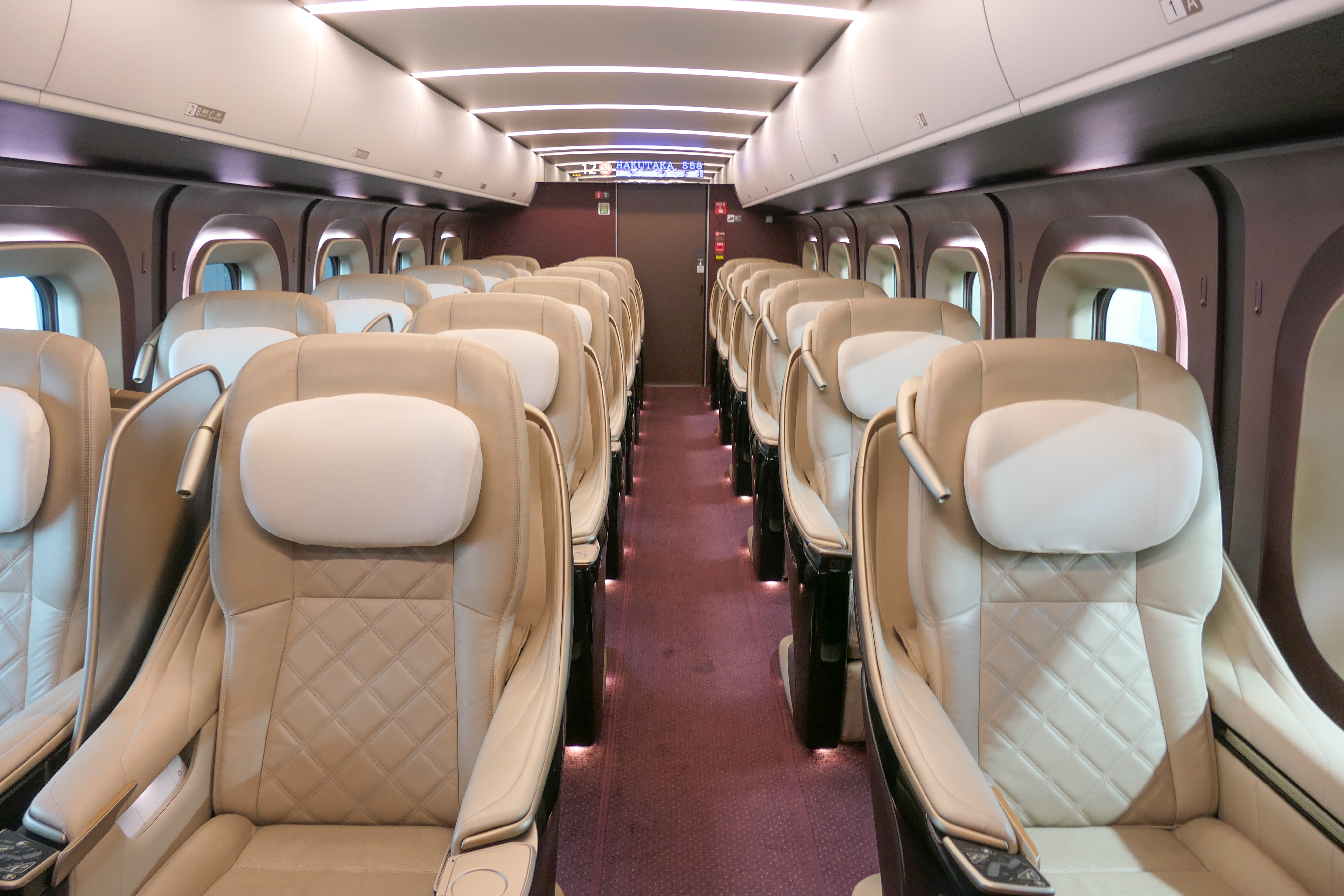
E7系・W7系のグランクラス車内

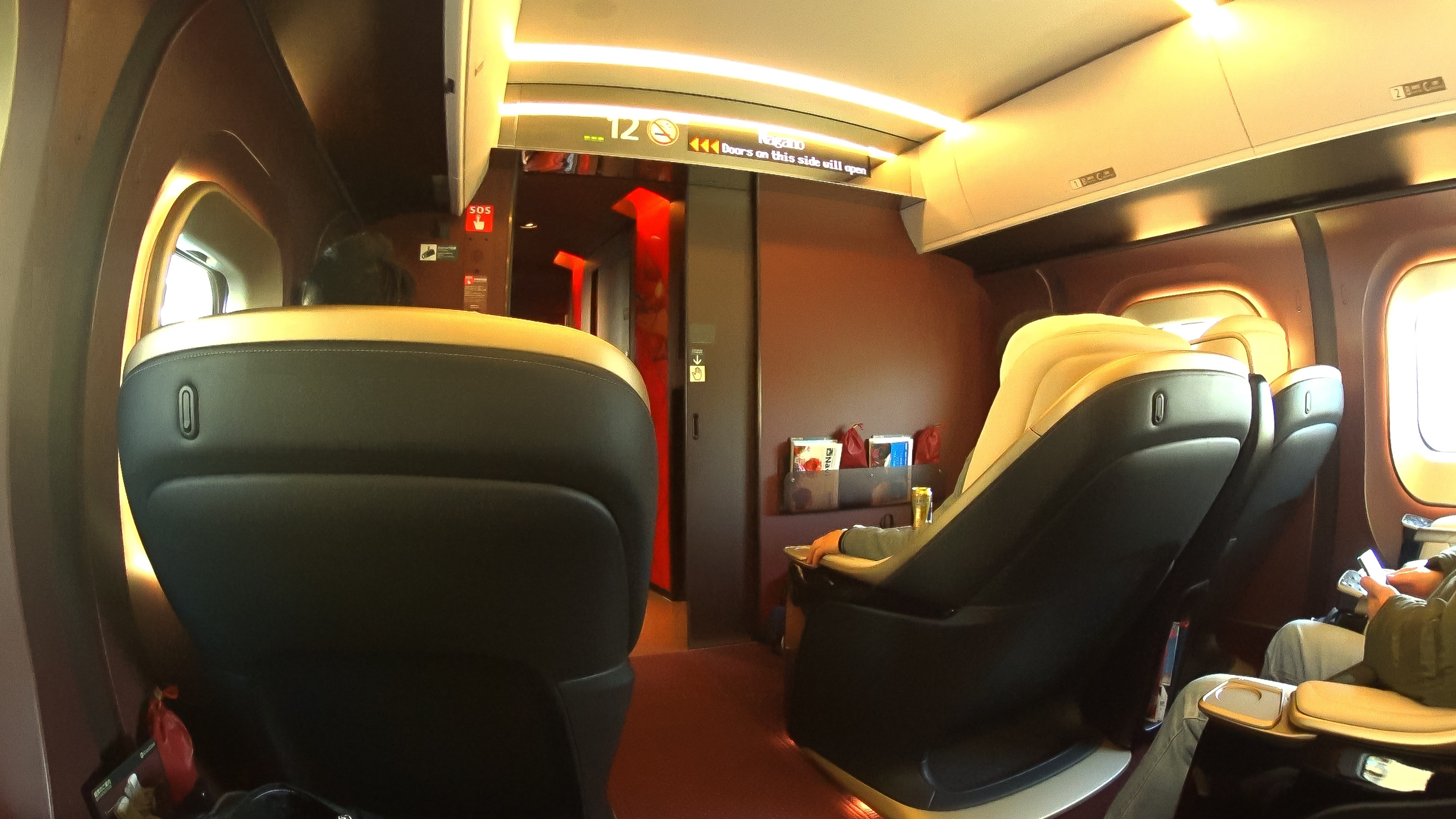
着座位置からの眺め（E7系・W7系）

定員は18名（3名×6列）で、編成端部（E5系・H5系は10号車、E7系・W7系は12号車、E956形は8号車）に設定されている。ただしJR側の判断で、一時的に発売制限が行われることもある（例として、2021年3月26日 - 2022年9月30日まで、一部列車で1列車12席までの発売制限がかけられていた）。
一部の列車ではグランクラスのサービス自体が行われないことがある。当該列車には時刻表にグランクラスの車両に立ち入ることができない旨が注記されている。

### 車内設備
本革表地のシートは、人間工学に基づき、E5系・H5系はJR東日本と日立製作所・川崎重工業車両カンパニー・レカロが共同で開発したものを、E7系・W7系はトヨタグループのトヨタ紡織が開発したものを採用している。シートピッチは1300 mm（グリーン車は1160 mm）、シート幅（肘掛けの内側の寸法、座面幅）は520 mm（グリーン車は475 mm）となっている。いずれも日本国内の一般旅客向け座席としては最大級の寸法であり、日本航空の国内線ファーストクラスの座席とほぼ同等のスペックを誇るものである。LED式の読書灯のほか、最大45度まで倒せる電動リクライニング機構・電動レッグレスト、可動式の枕、モバイル機器用のコンセントなどが備えられている。また、2名掛け座席には隣席との間を仕切る半透明の小型バイザーが設置されている。但し、座席の向きは常に進行方向に固定されており、乗客が座席の向きを変えることはできない。
荷物棚は蓋付きのハットラック式、床敷物はウールカーペットである。

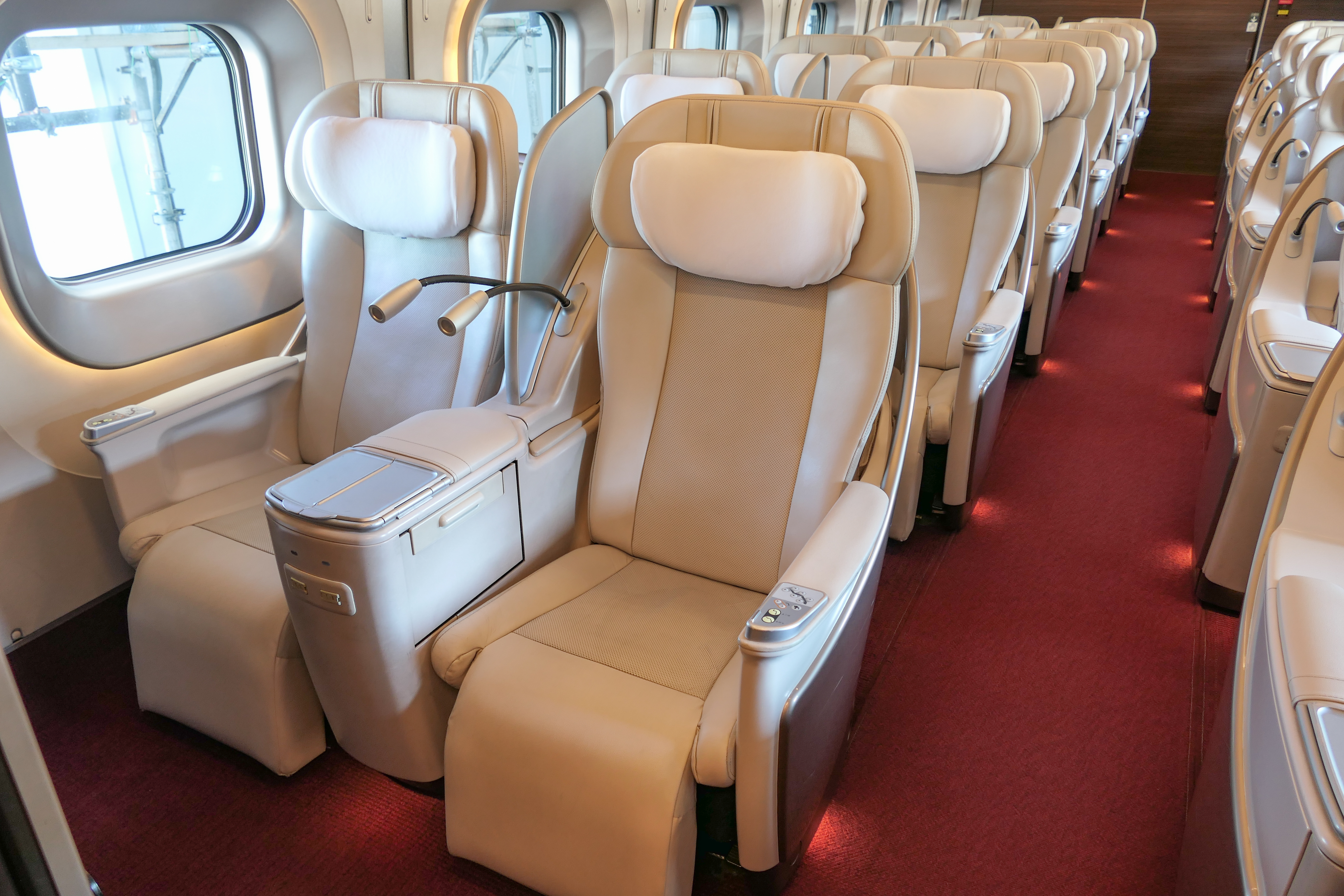
座席（E5系・2人席）
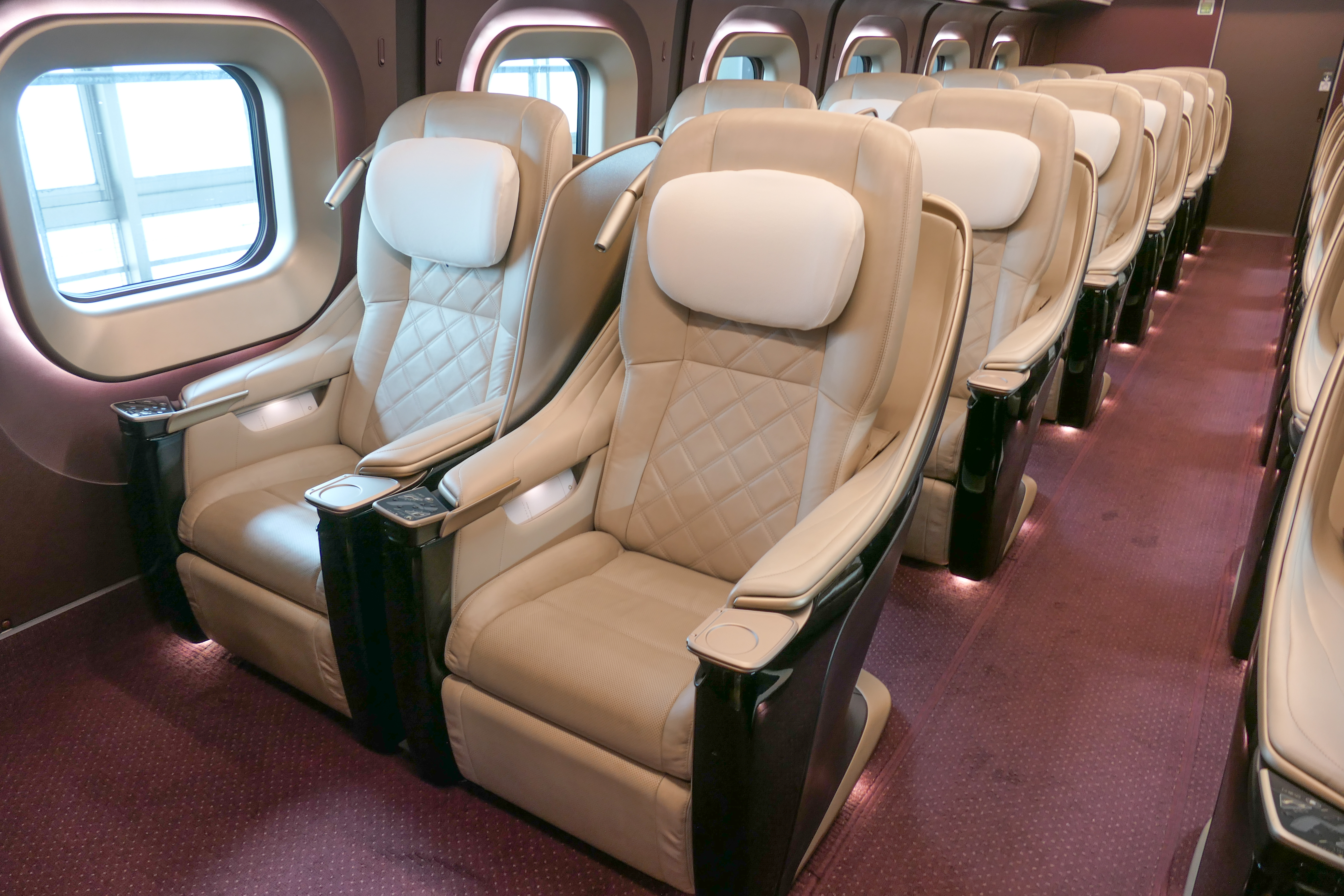
座席（E7系・W7系・2人席）
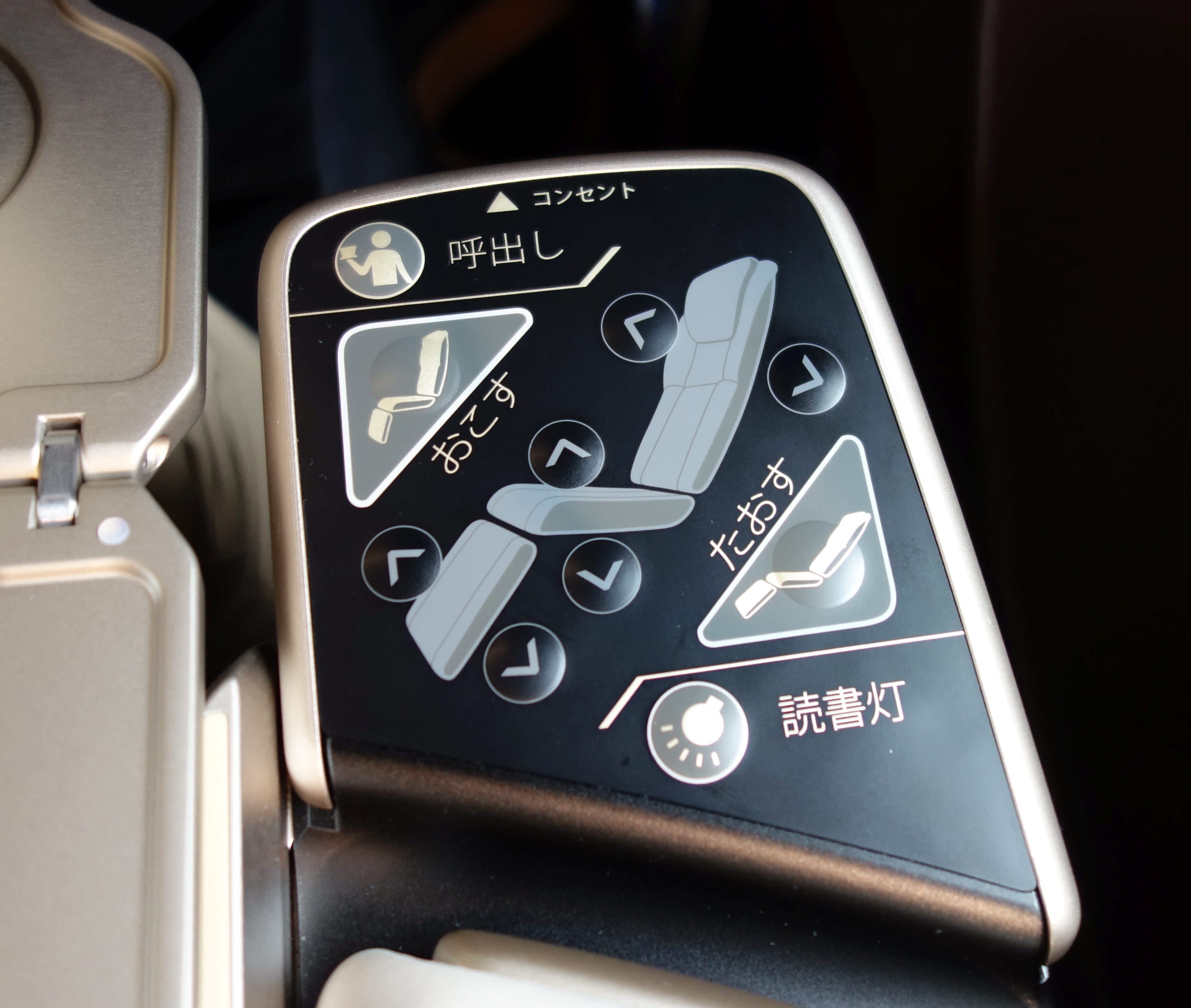
操作部（E7系・W7系・1人席）
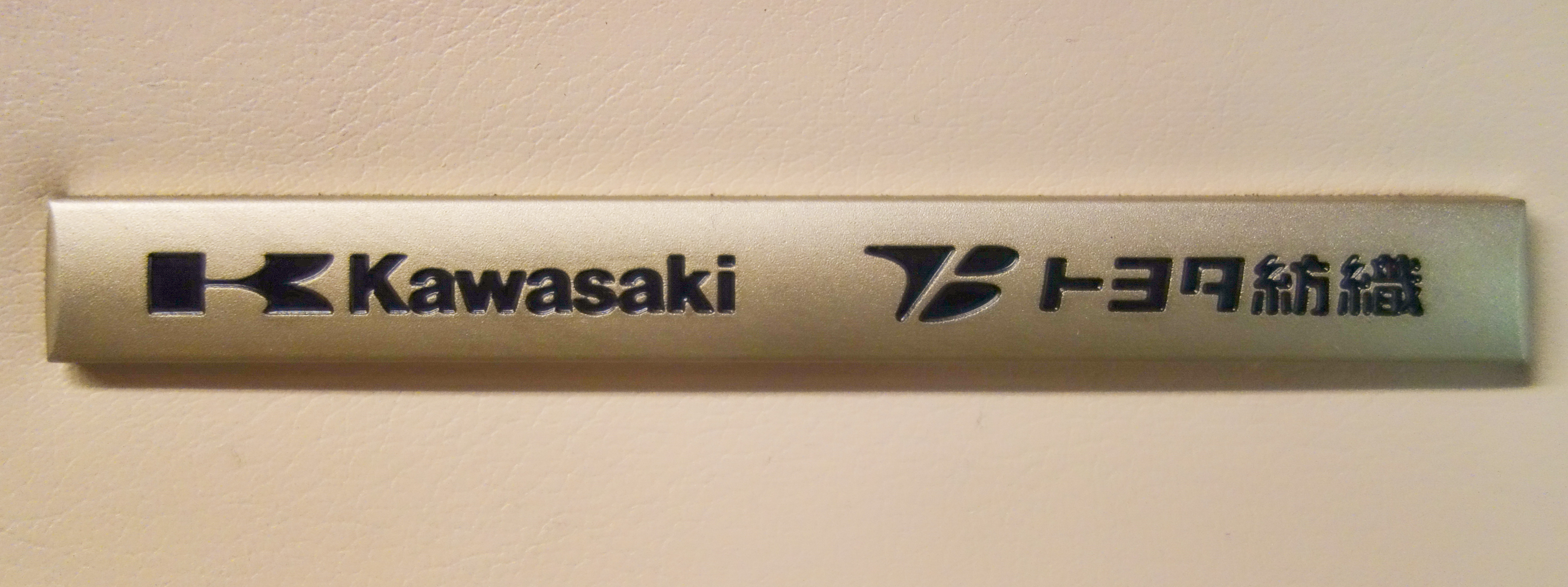
座席・生地メーカー銘版（E7系・W7系）
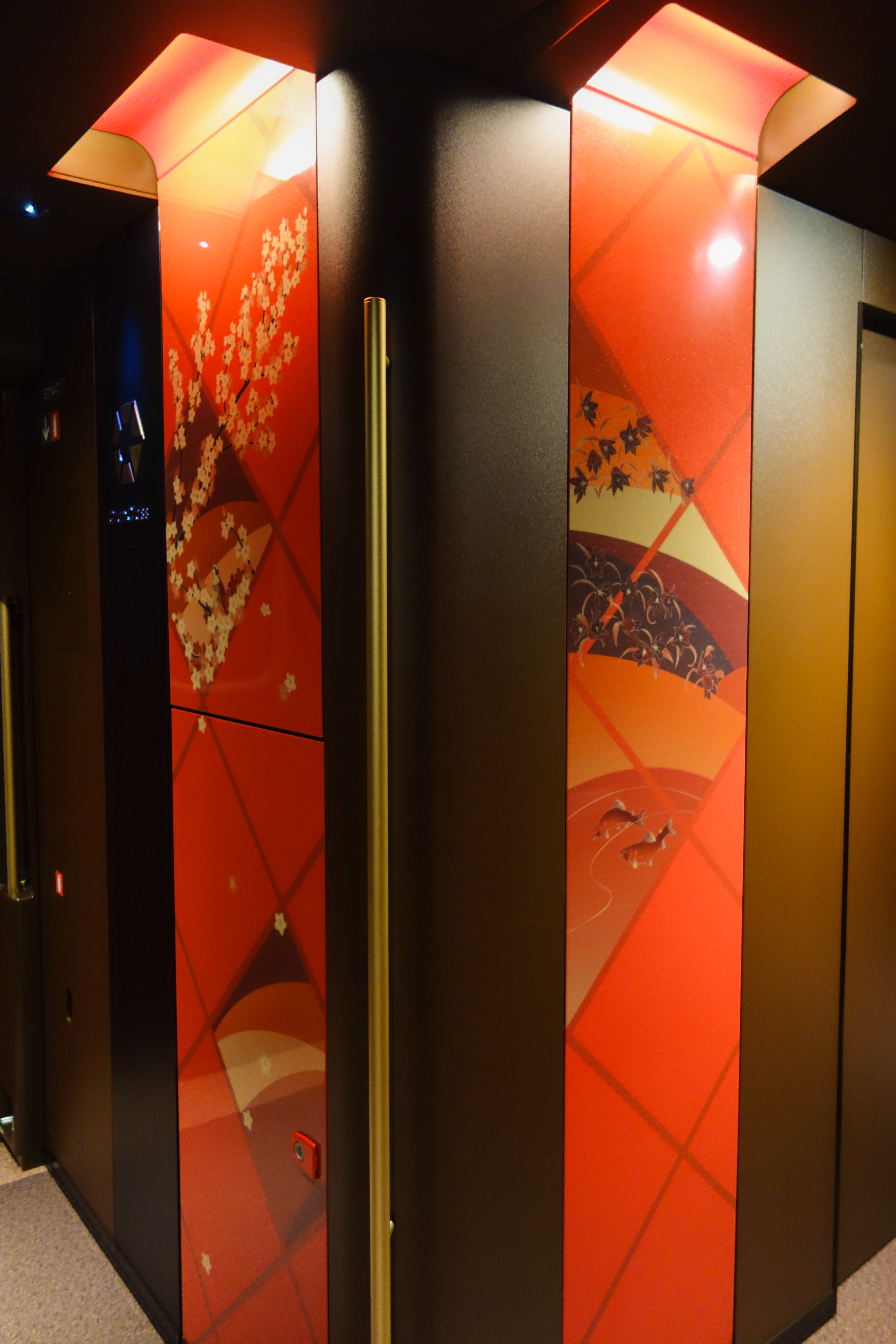
エントランス（E7系・W7系）

### 車内サービス
車内設備は、毛布・スリッパ・アイマスクといったアメニティグッズ、新聞や雑誌が用意されている。
東北・北海道新幹線の運用においては東京駅 - 盛岡駅以遠発着の「はやぶさ」をはじめ、東京駅発着の「はやて」の臨時列車、東京駅 - 盛岡駅発着の「やまびこ」、北陸新幹線の運用においては東京駅 - 金沢・敦賀駅間の「かがやき」による長距離区間を運用する列車（「グランクラス（A）」適用列車）には専任のグランクラスアテンダントが乗務し、接客のサービスを担当する（2022年10月現在）。ただし、東北新幹線「なすの」、仙台発着の「はやぶさ」・「やまびこ」、盛岡駅・新青森駅 - 新函館北斗駅発着の「はやて」、北陸新幹線「あさま」「はくたか」、上越新幹線「とき」・「たにがわ」の全列車、ほか一部列車など（「グランクラス（B）」適用列車）では専任アテンダントによるサービスは行わないため、該当列車には時刻表にサービスを行わない旨が表記されているほか、グランクラス料金も安く設定されている。
アテンダントによるサービスのある列車では、東北・北海道・北陸の各新幹線の沿線の食材を用いた軽食と茶菓、飲料（ソフトドリンクおよびアルコール類・おつまみ類）が無料で提供される。
軽食は、2019年3月31日までは洋軽食と和軽食の選択制、2019年4月1日 - 2022年9月30日までは和軽食のみ。当時は、下りの東京編（東京始発列車、北陸新幹線と東北・北海道新幹線でメニュー構成は異なる）と上りの東北・北海道編（東京行のはやぶさ、盛岡発東京行のやまびこ）、北陸編（東京行のかがやき、はくたか）の異なるメニューを用意し、季節毎にメニュー変更が行われる。
2022年10月1日のサービスリニューアルで、軽食は洋軽食と和軽食の選択制に戻される一方で、上り・下りが共通メニューとなったほか、従来の生食形式が冷凍食品形式に変更された。JRでは「廃棄数、食品ロスの削減を推進する」目的での変更であるとしている。また茶菓子の全員配布を廃止し、希望者のみ配布する形式としたほか、ドリンク類の一部見直し、アテンダントの人員削減（2人→1人）、カトラリー類へのバイオマスプラスチックの導入なども同時に行われる。
なお、ワゴンサービスによる車内販売はグランクラスでは行われないため、土産物や車内販売限定商品などの購入を希望する際は、アテンダントを介して取り寄せてもらう。

### ストローについて
ドリンクサービスにおいて提供されているストローは、バイオプラスチック製のものに代えて、木のストローが2020年12月1日 - 2021年3月31日に試験的に導入された。これは、プラスチックストローの削減や間伐材を含む国産材の活用促進、減災への寄与、障がい者・シルバー人材雇用への発展・自立支援などを目的に導入されるものである。アキュラホームが開発し、障がい者雇用を推進するJR東日本グリーンパートナーズが製作する。

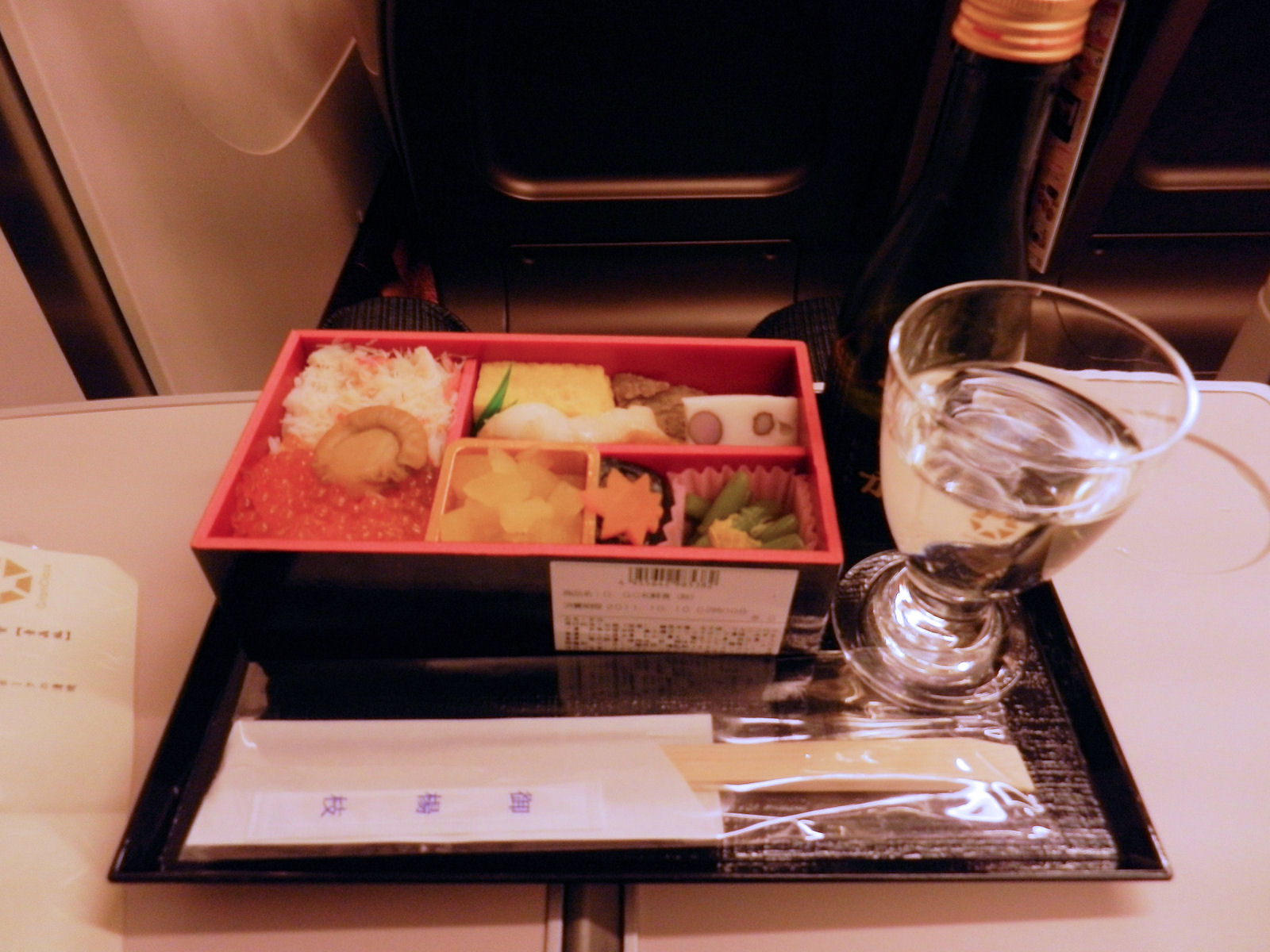
和軽食 2011年10月（東北・下り）
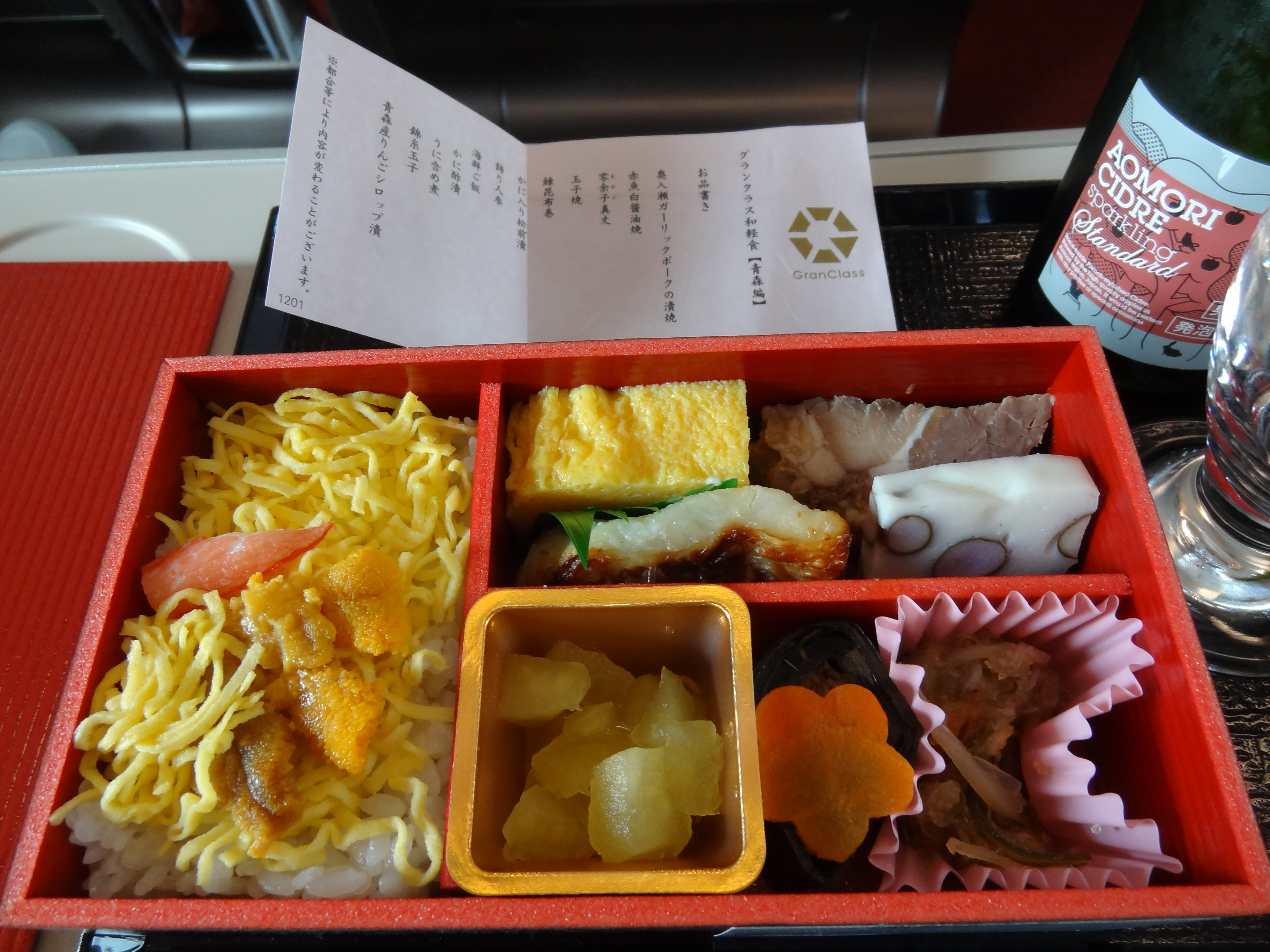
和軽食 2012年2月（東北・下り）
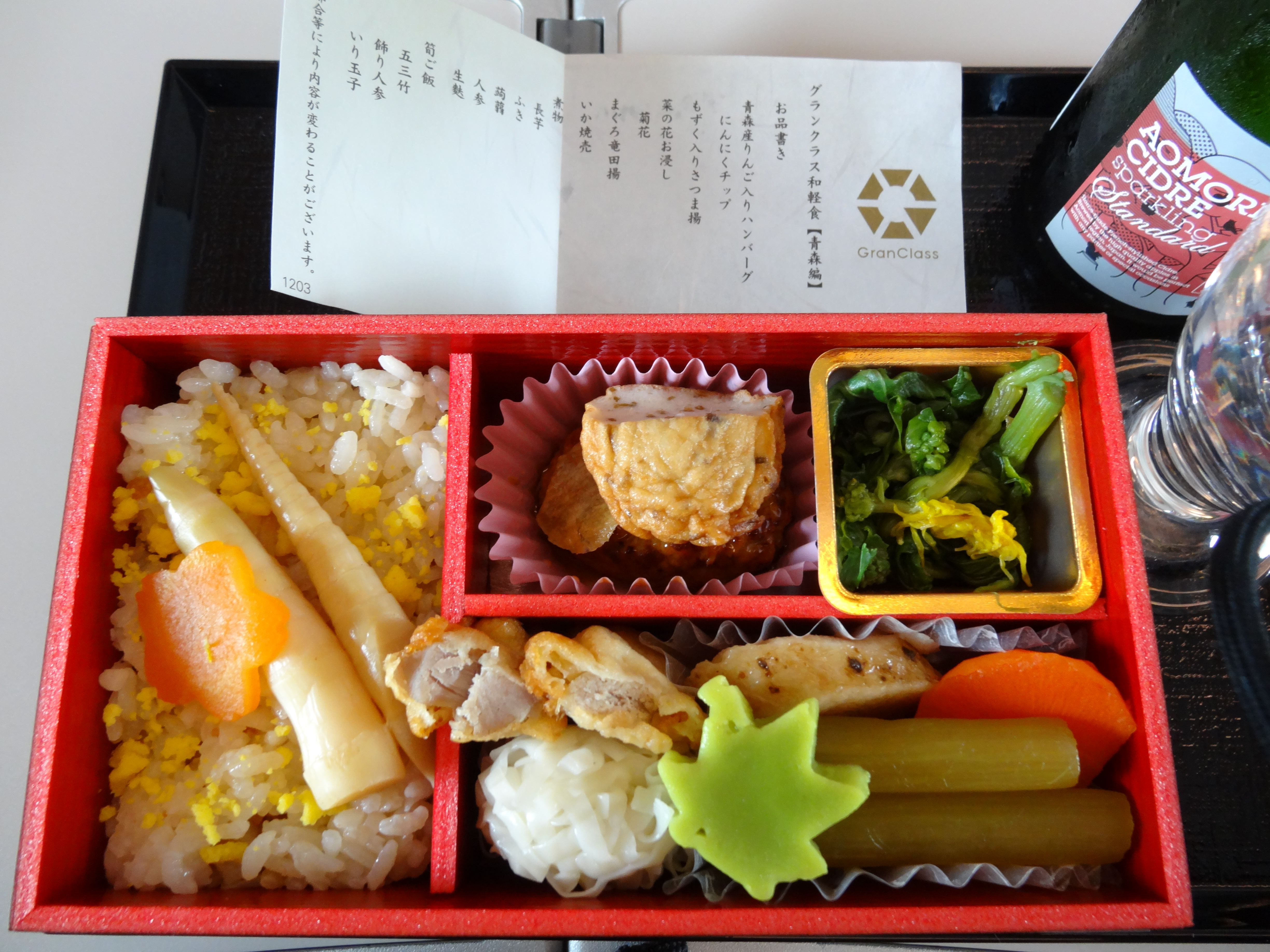
和軽食 2012年4月（東北・下り）
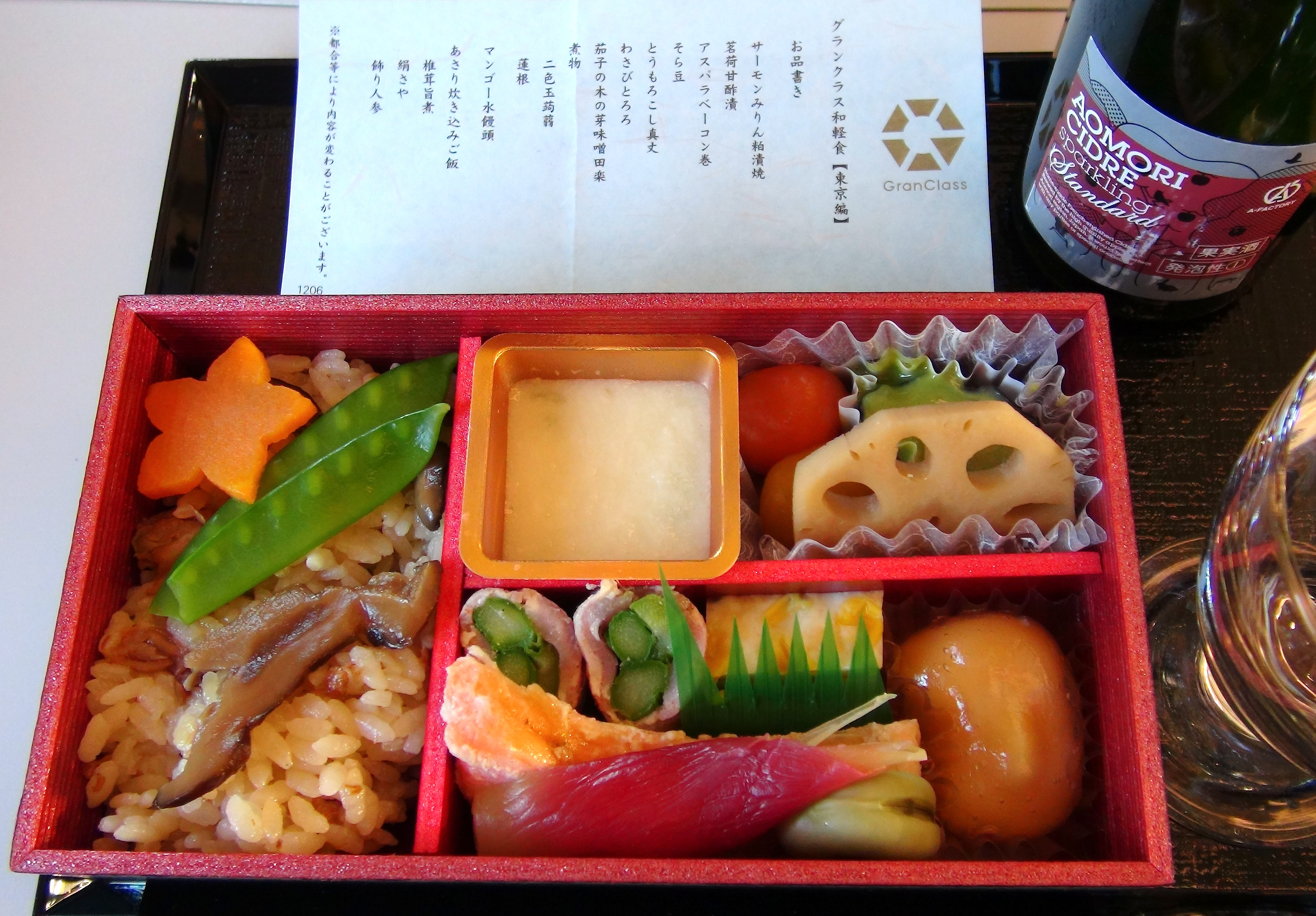
和軽食 2012年6月（東北・上り）
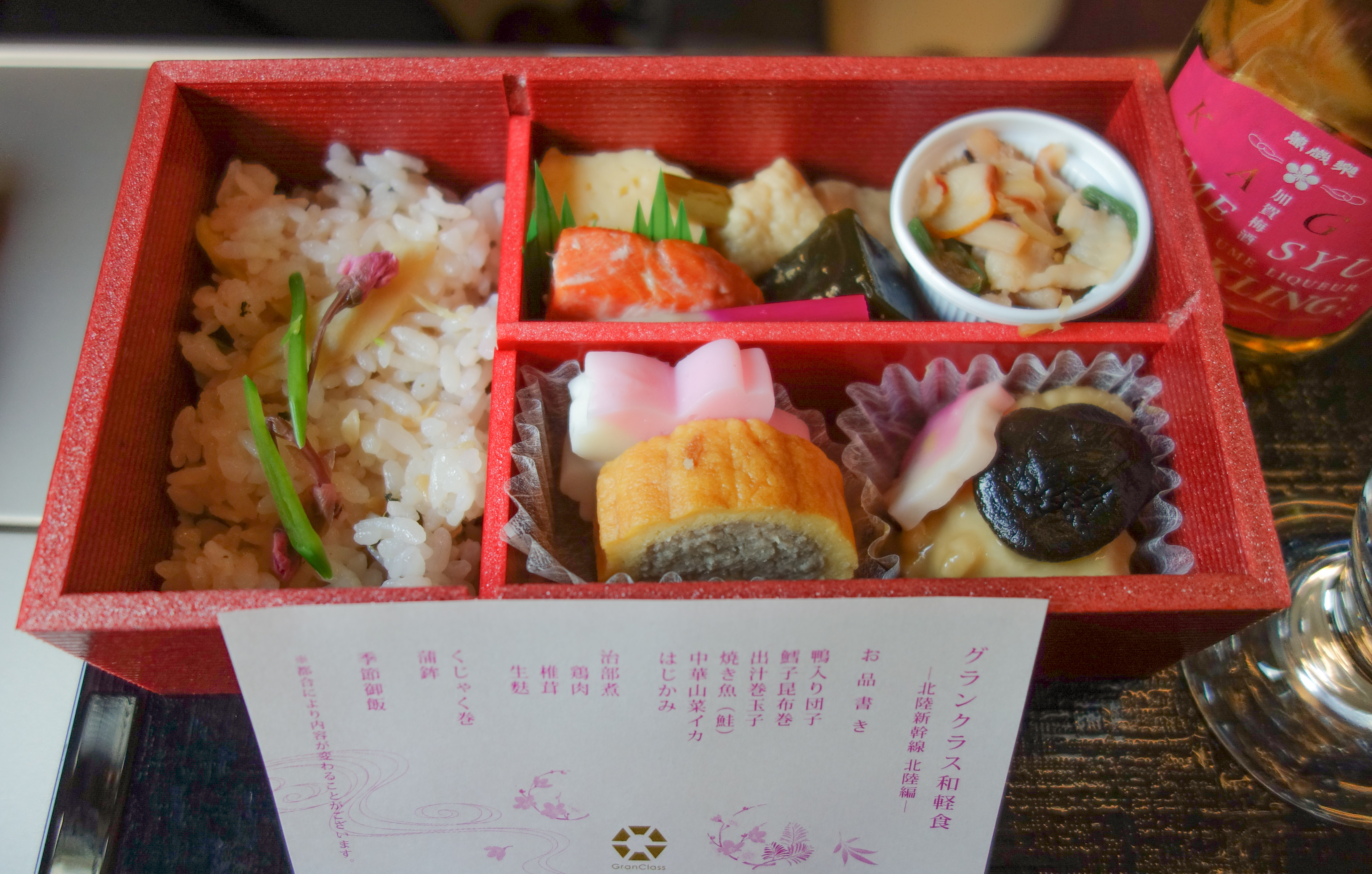
和軽食 2015年3月（北陸・上り）
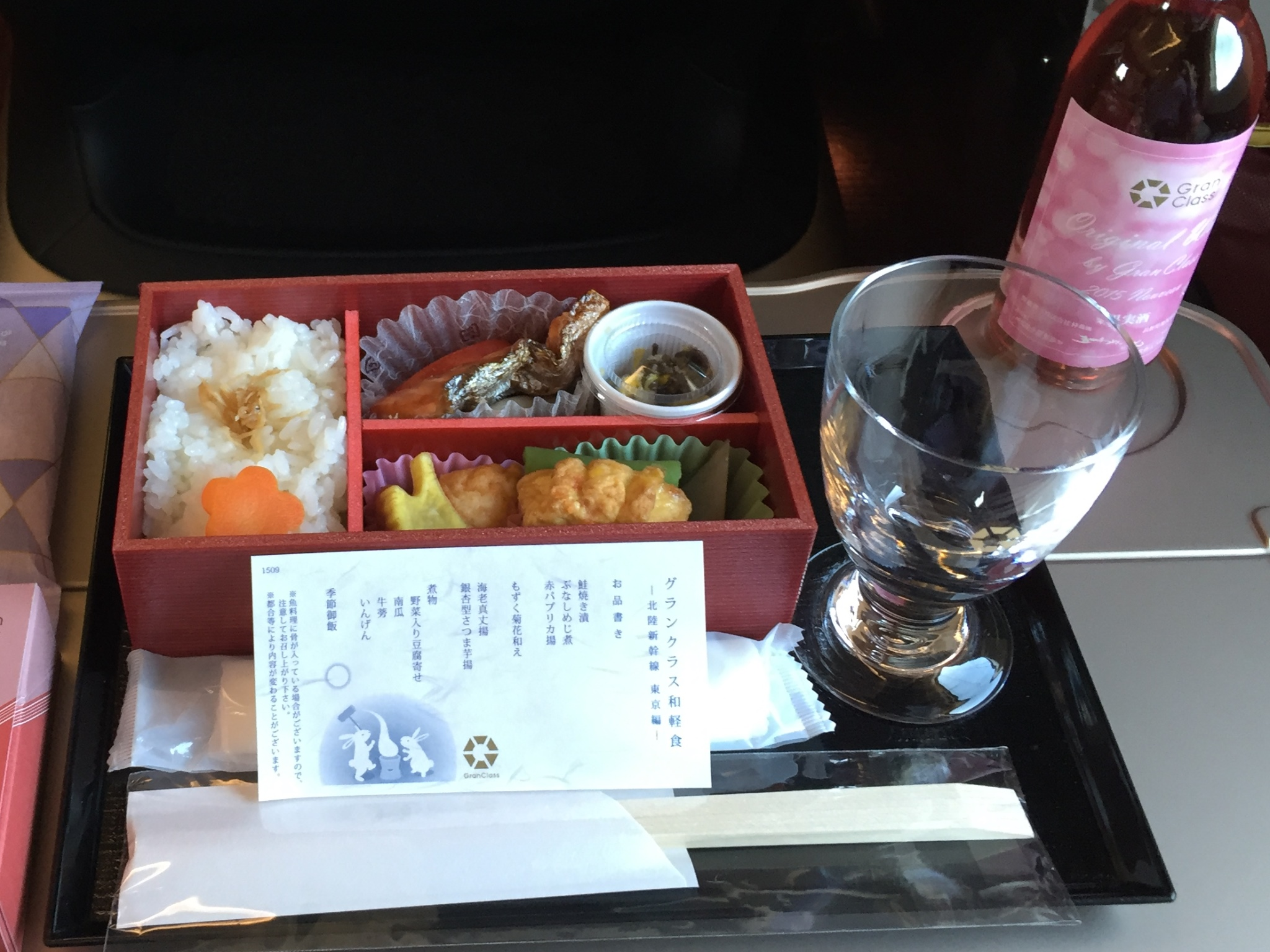
和軽食 2015年11月（北陸・下り）
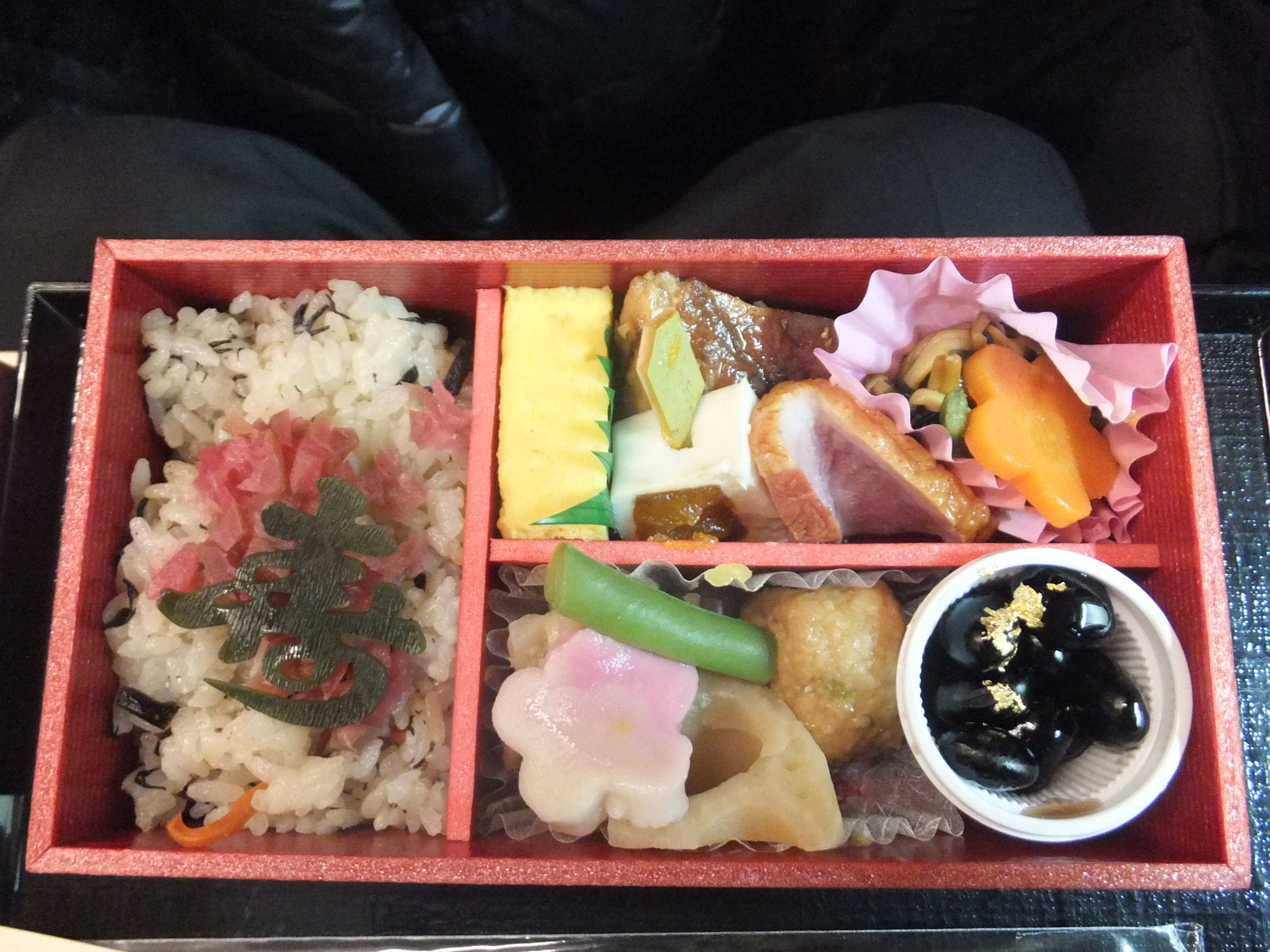
和軽食　正月特別 2016年1月（北陸・下り）
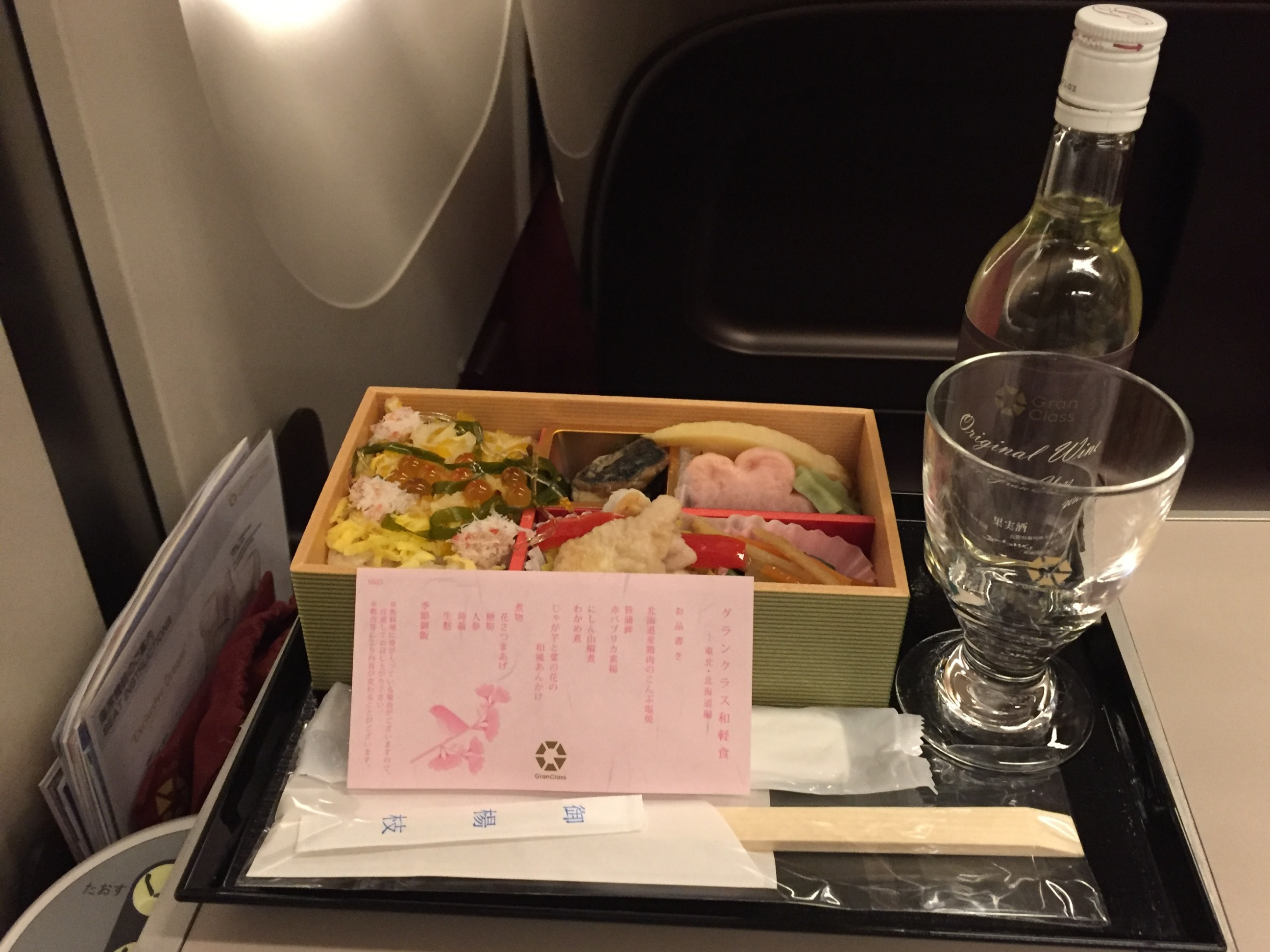
和軽食 2016年4月（東北・北海道 上り）
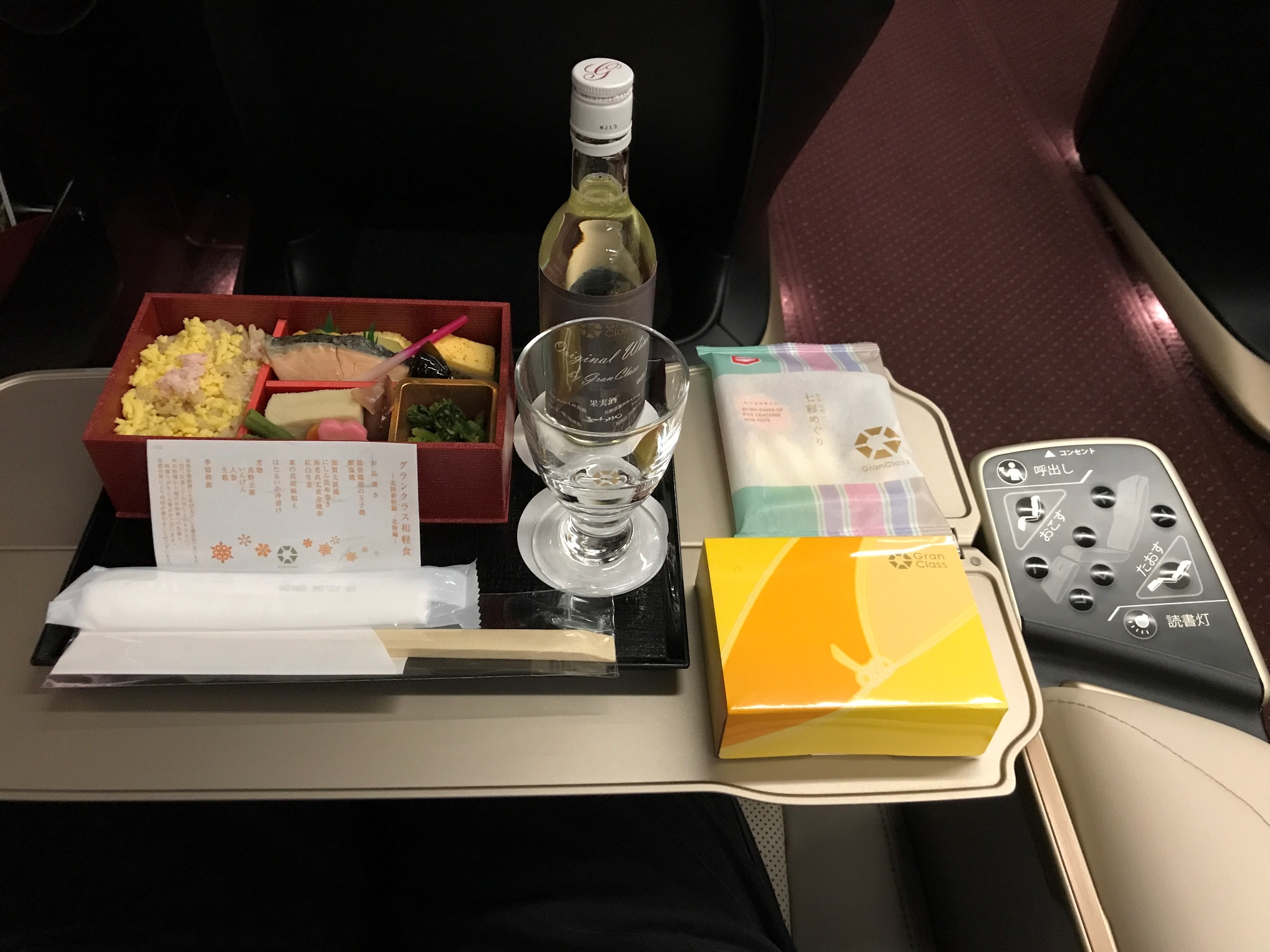
和軽食・北陸編 2017年12月（北陸・上り）
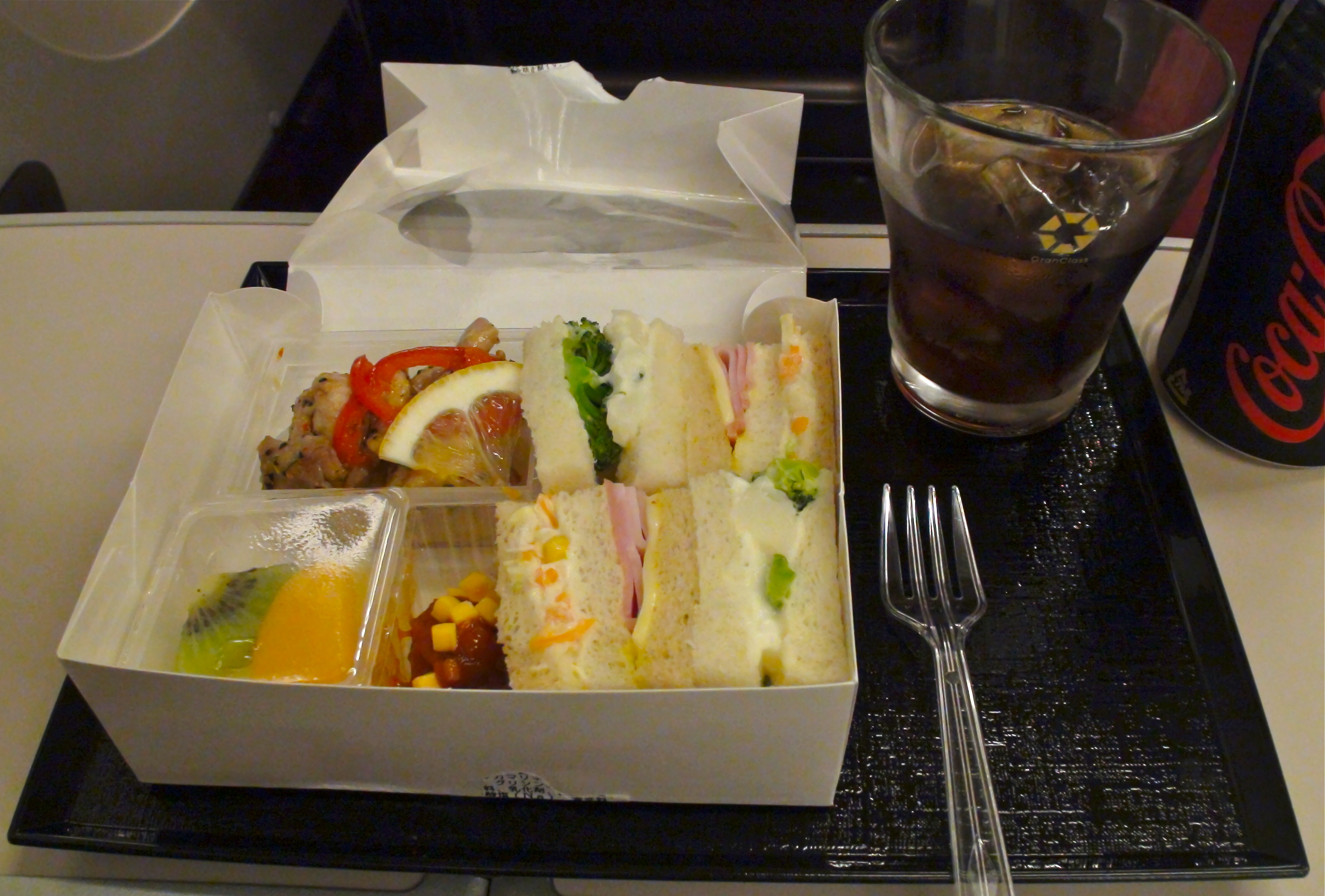
洋軽食 2011年6月（東北・春夏）
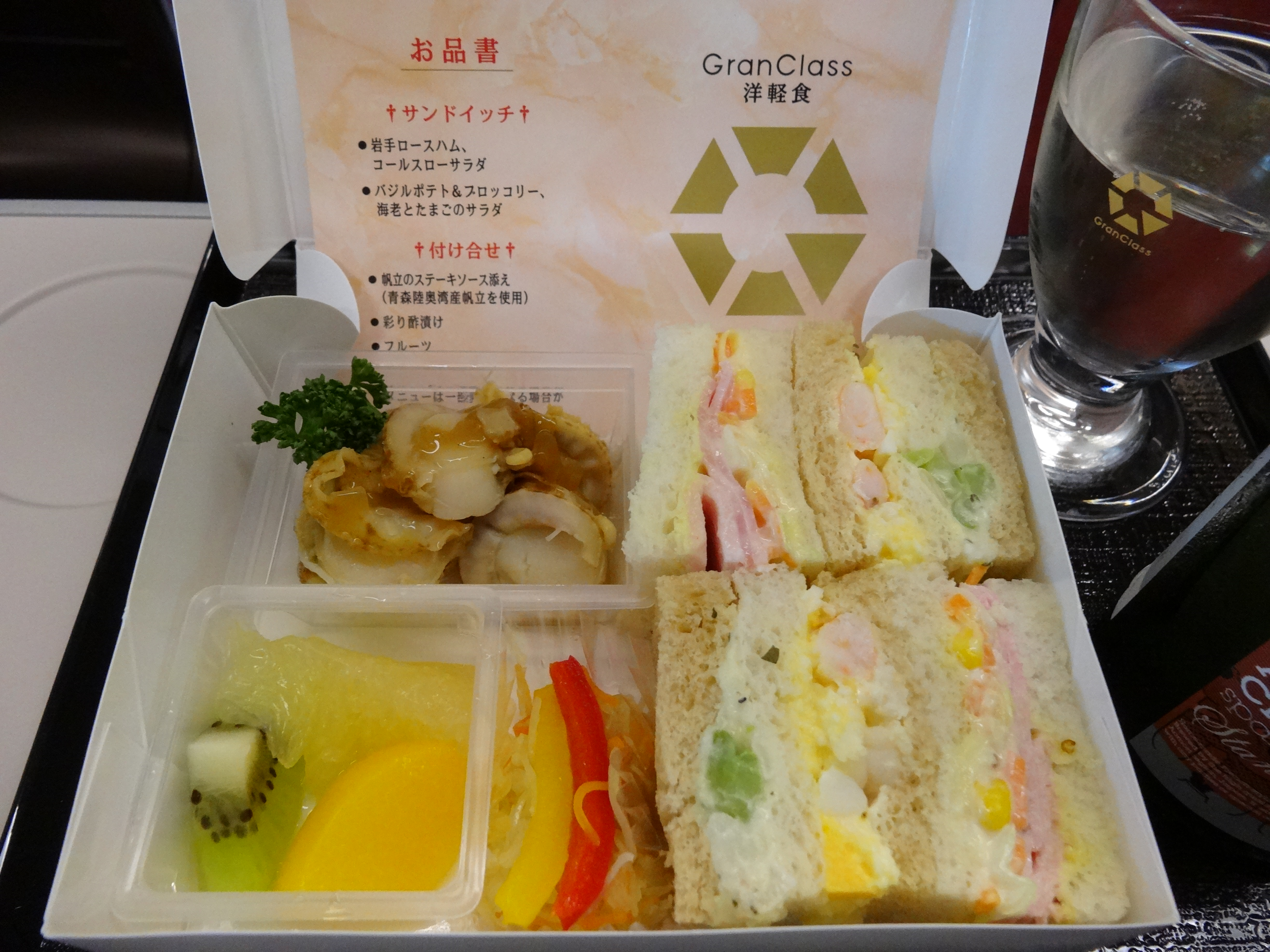
洋軽食 2012年4月（東北・春夏）
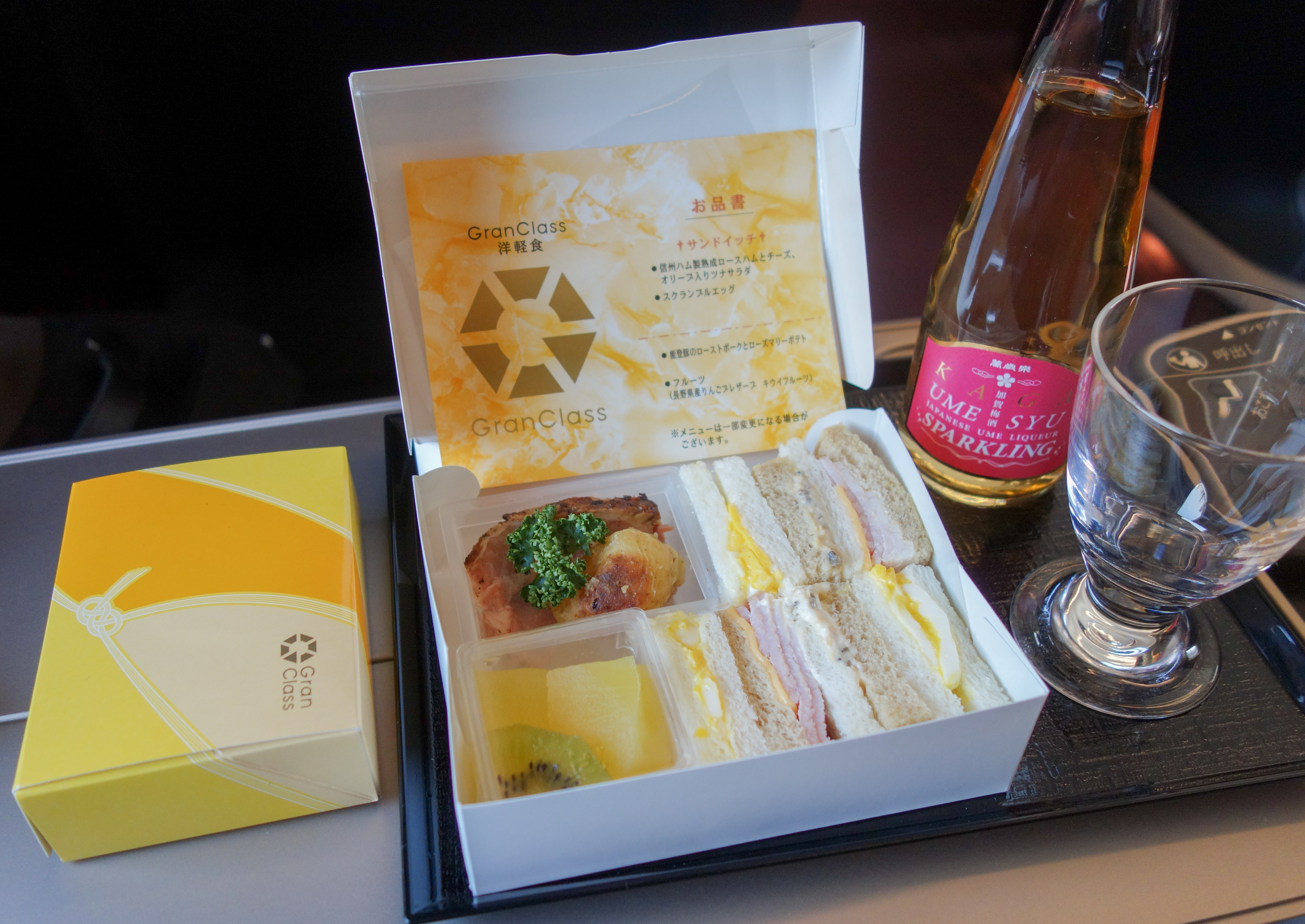
洋軽食 2015年3月（北陸・春）
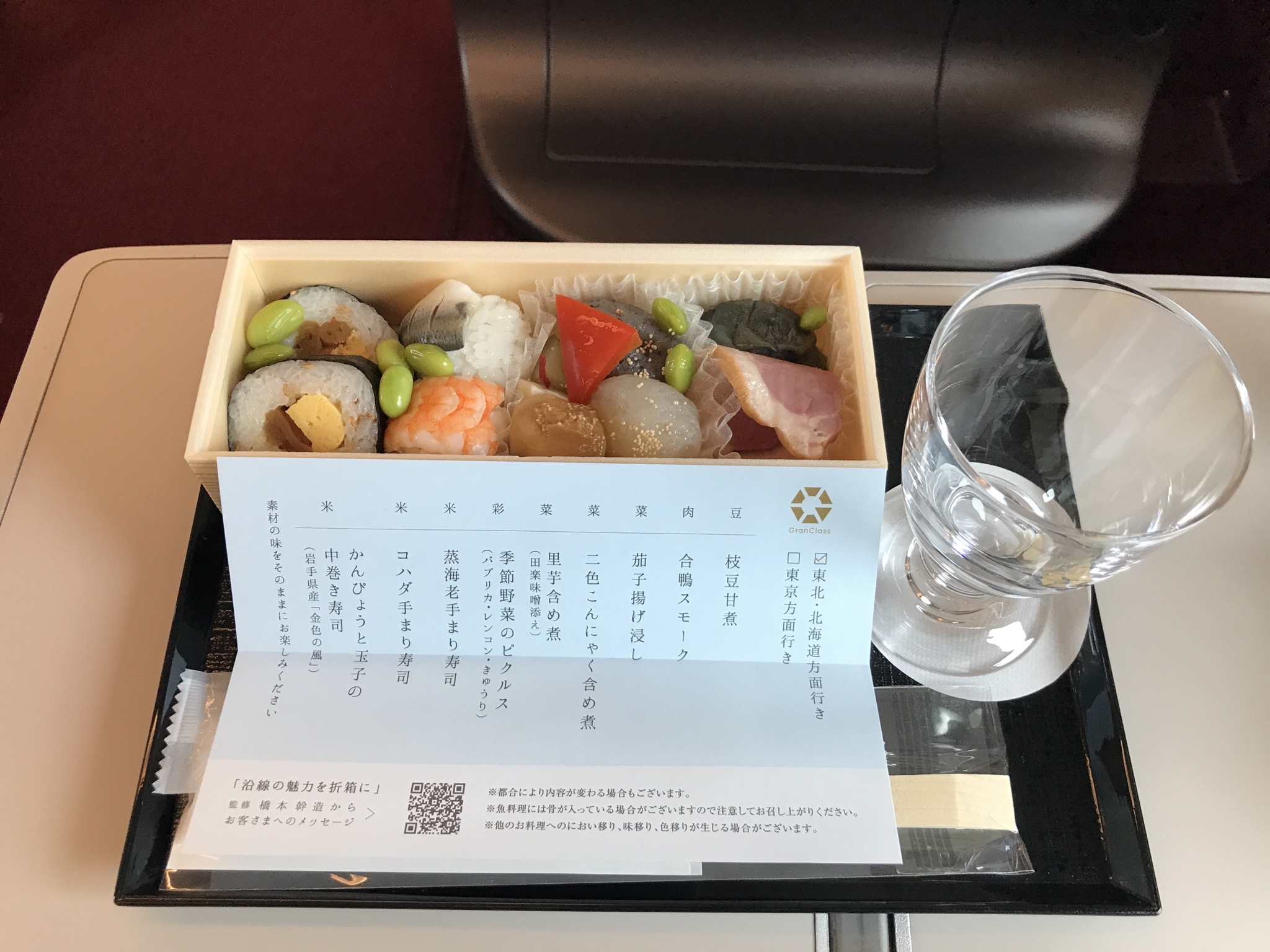
軽食 2019年9月（東北・北海道 下り）
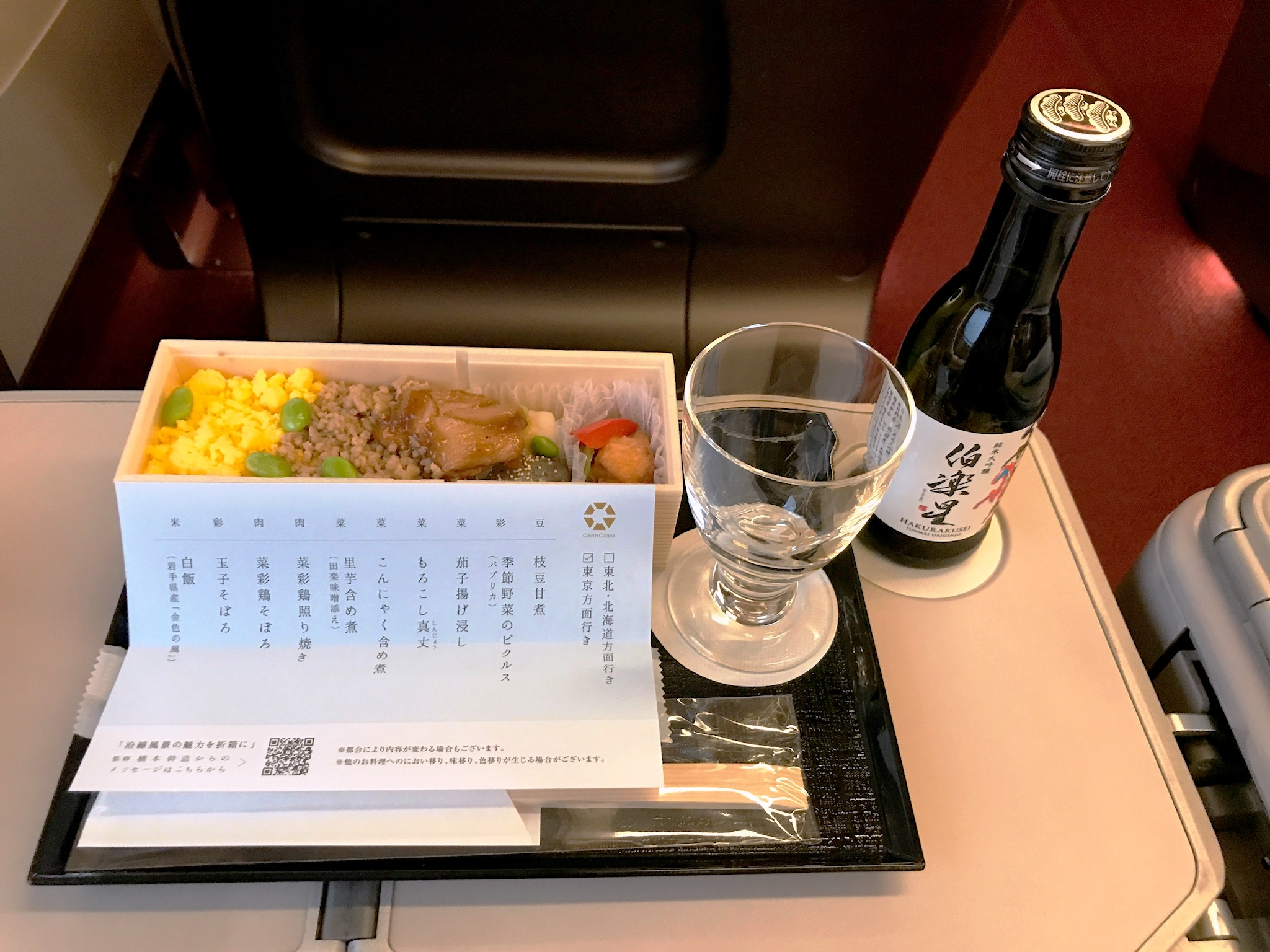
軽食 2019年9月（東北・北海道 上り）
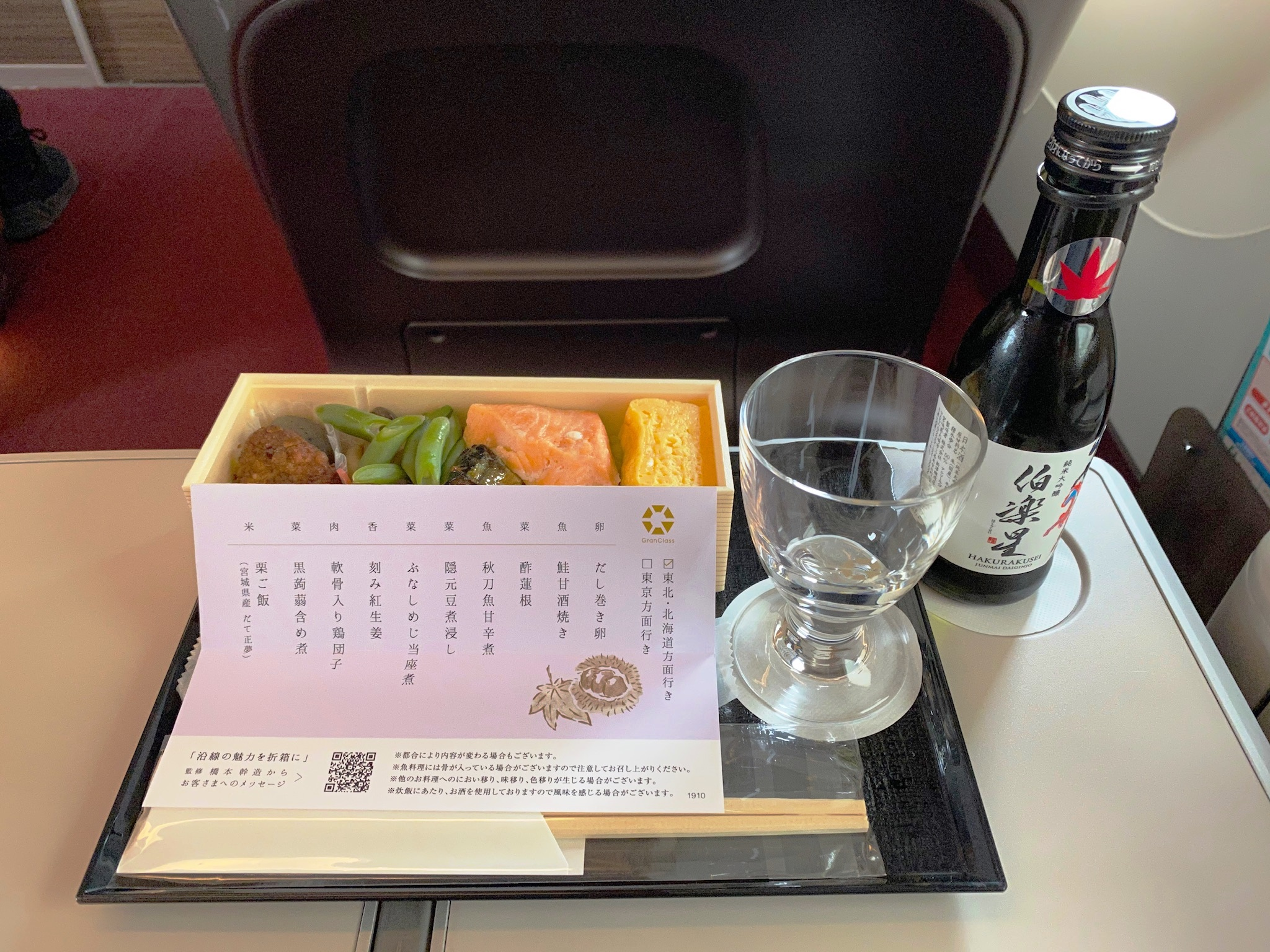
軽食 2019年11月（東北・北海道 下り）
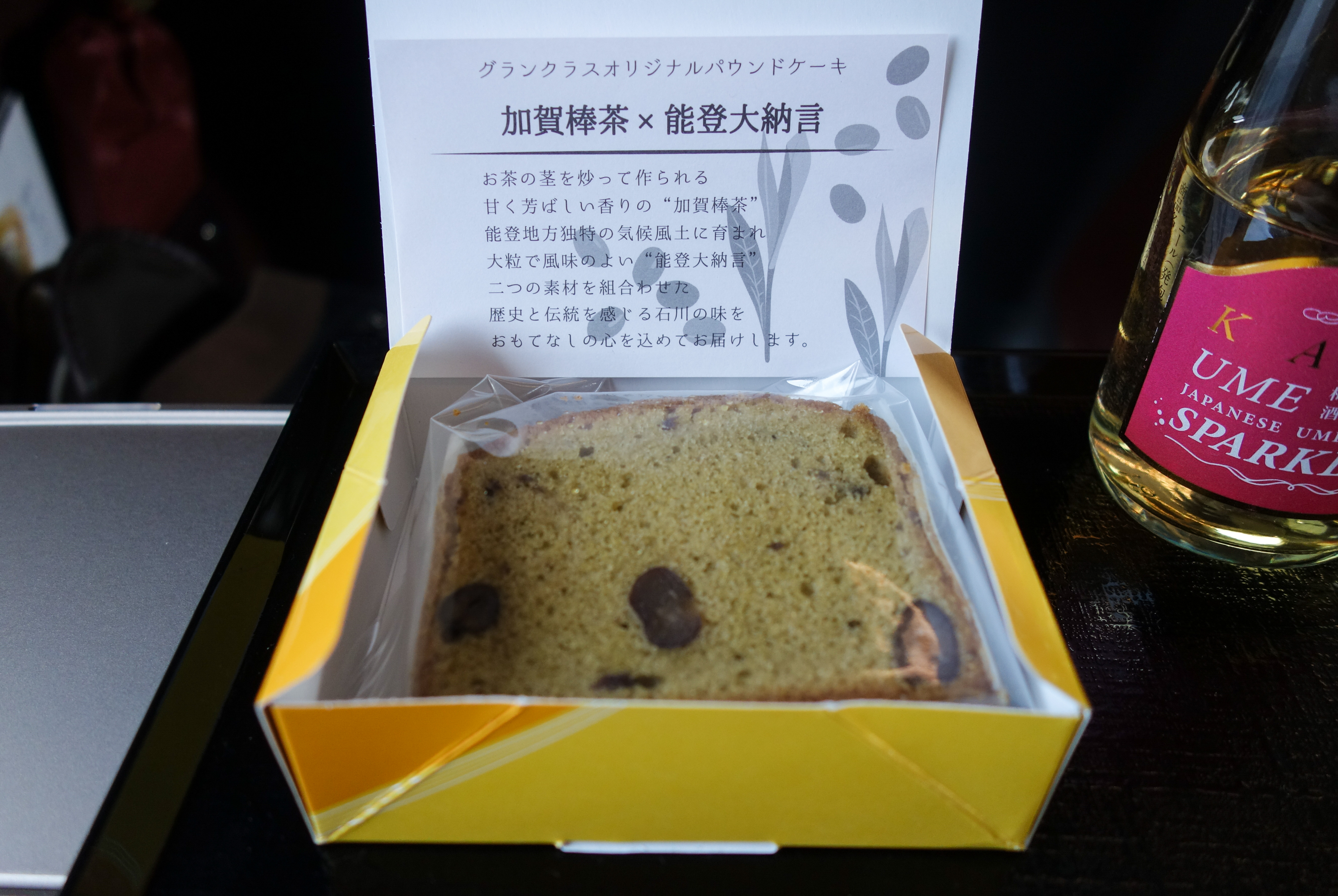
茶菓子（北陸）
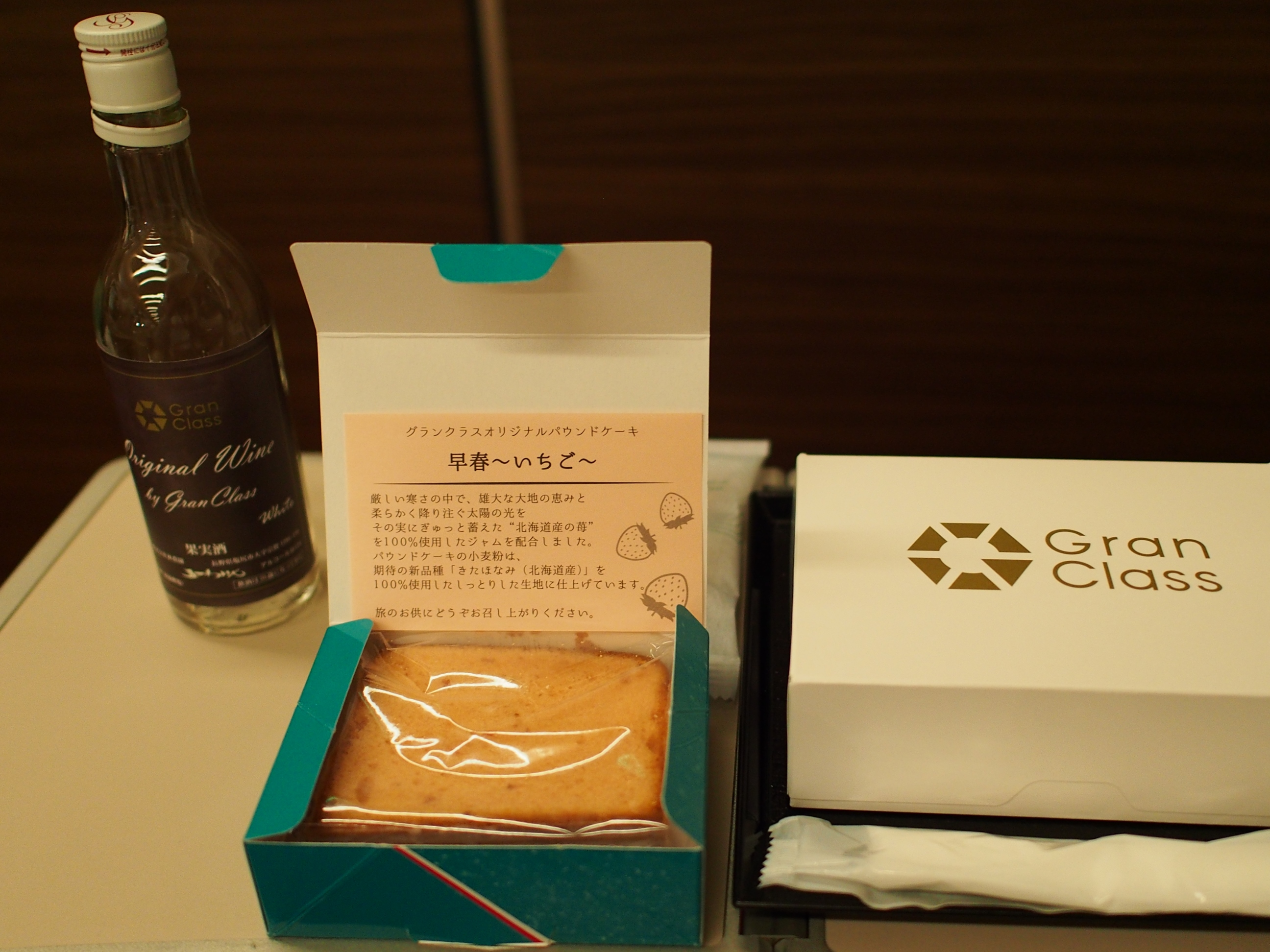
茶菓子 2016年3月（東北・北海道）
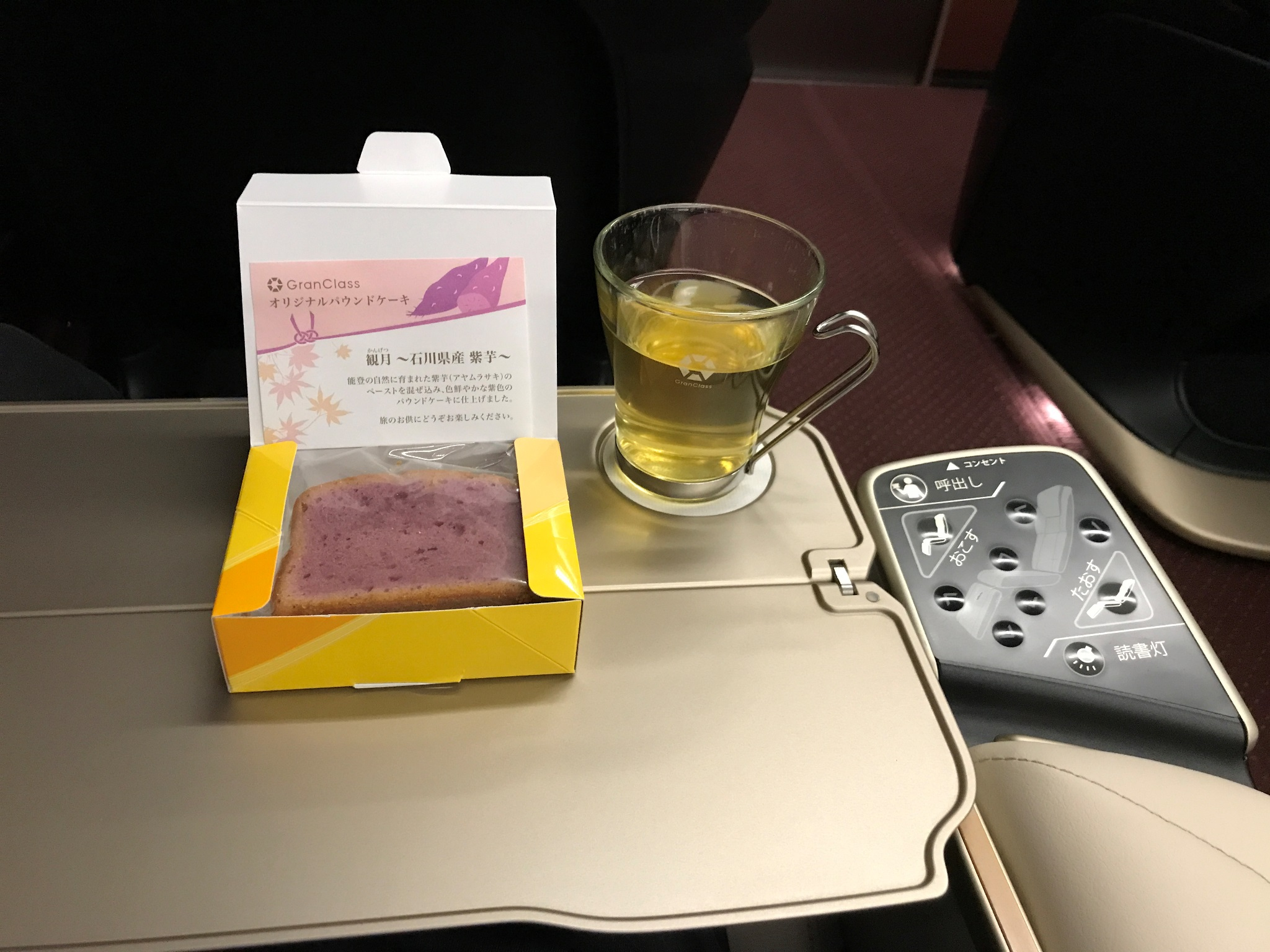
茶菓子 2017年12月（北陸）
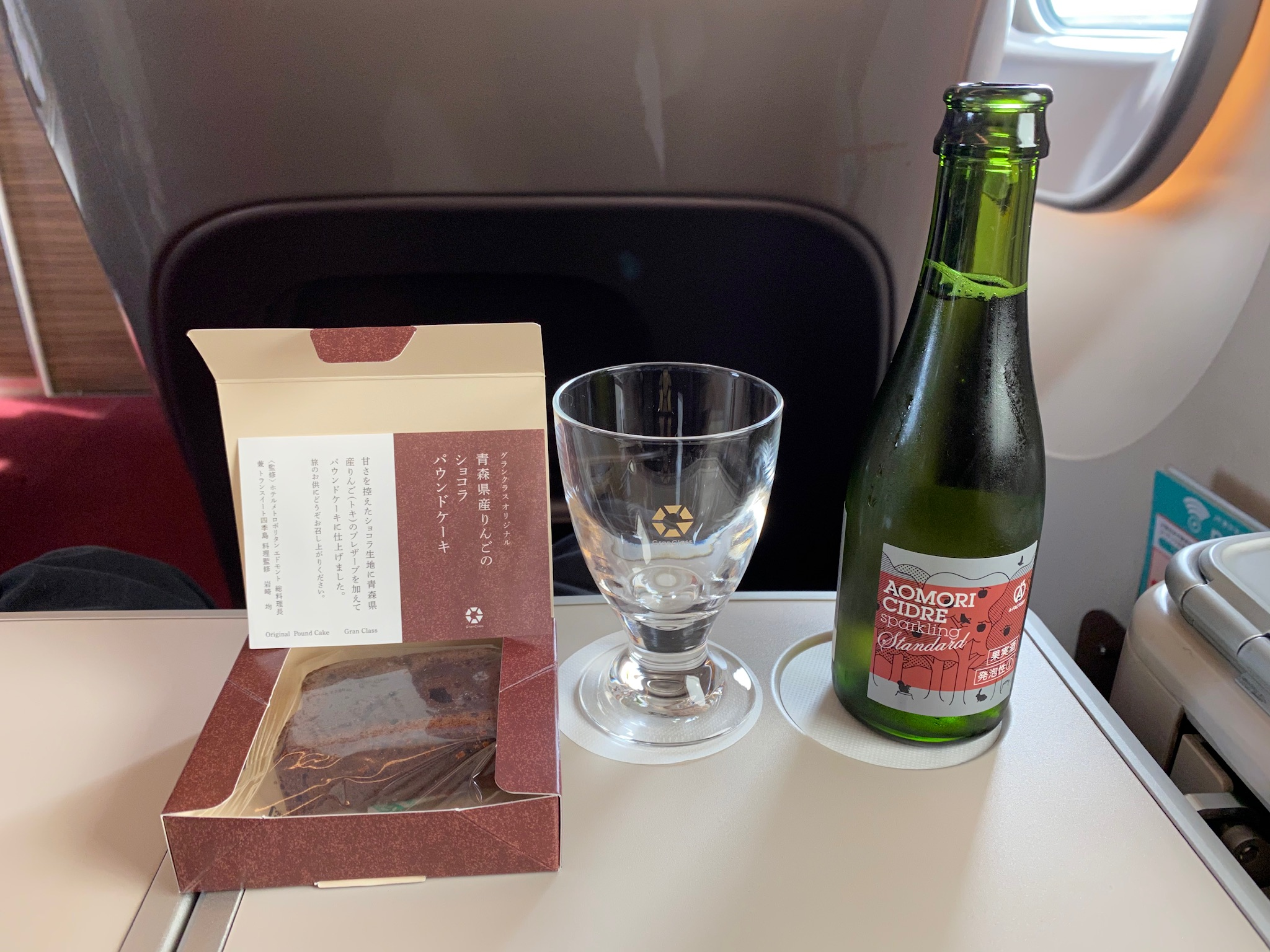
茶菓子 2019年11月（東北・北海道）
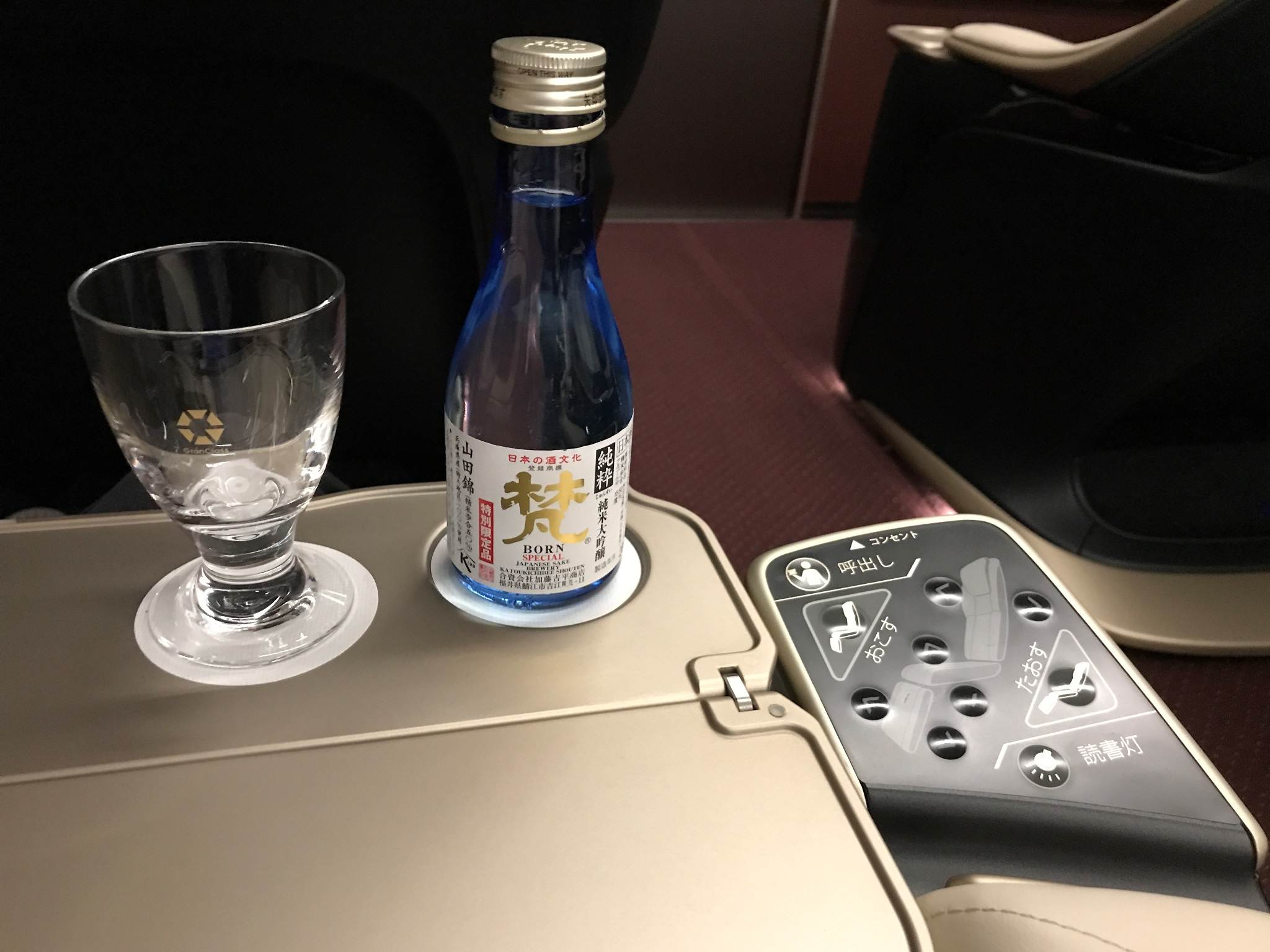
日本酒 2017年12月（北陸）
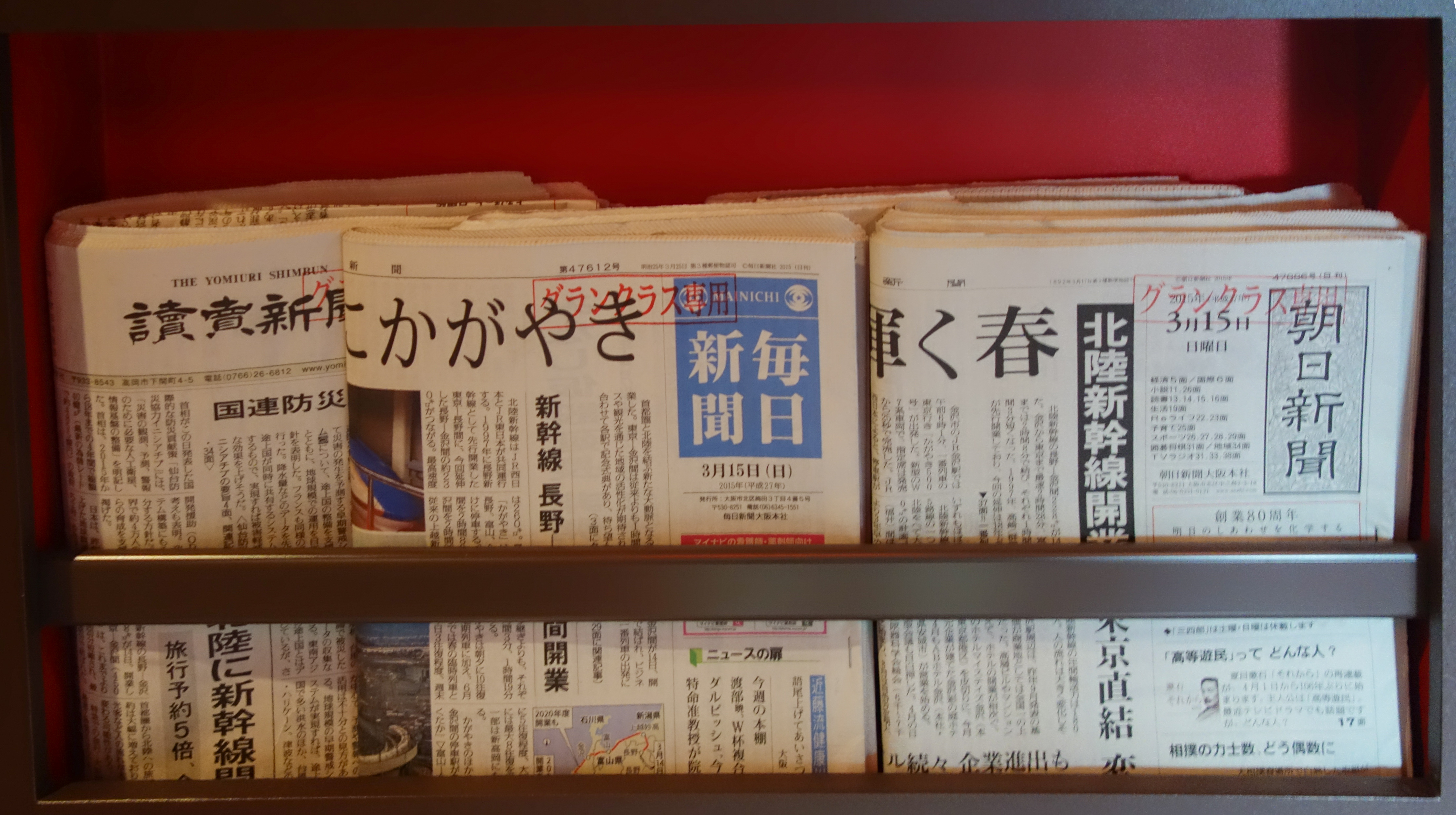
サービス用新聞（北陸）

### 車外サービス
2015年12月21日より、東京駅八重洲中央口の改札口向かいに、ホテルメトロポリタン丸の内を運営する日本ホテルが監修する、グランクラス利用客専用のラウンジ『ビューゴールドラウンジ』が設置された。当日乗車する列車の出発予定時刻の90分前から利用可能で、受付にて当日乗車するグランクラスのきっぷを提示すれば利用できる。年中無休で、営業時間は8時 - 18時、座席数は34席が設けられている。
入室後にソフトドリンク（飲み放題）と軽菓子が提供され、またラウンジ内では新聞・雑誌・時刻表が備え付けられており、その他に無線LAN、クロークサービスもある。
なお、ラウンジについてはビューゴールドプラスカード会員であるなどの条件を満たした場合にも利用可能であるが、同伴者については別途3,000円（税別）を支払う必要がある。

## 連結車両
- E5系・H5系
「はやぶさ」・「はやて」・「やまびこ」・「なすの」
※「はやて」・「やまびこ」・「なすの」および一部の「はやぶさ」は座席のみの営業。
※一部の「やまびこ」は非営業（締切）。
- E7系・W7系
「かがやき」・「はくたか」・「つるぎ」・「あさま」・「とき」・「たにがわ」
※「あさま」・「とき」・「たにがわ」・「はくたか」・「つるぎ」は座席のみの営業 [37]。
※一部の「あさま」・「とき」・「たにがわ」は非営業（締切）[38]。
- E956形（試験車両「ALFA-X（アルファエックス）」） ※試験車両で非営業（締切）。

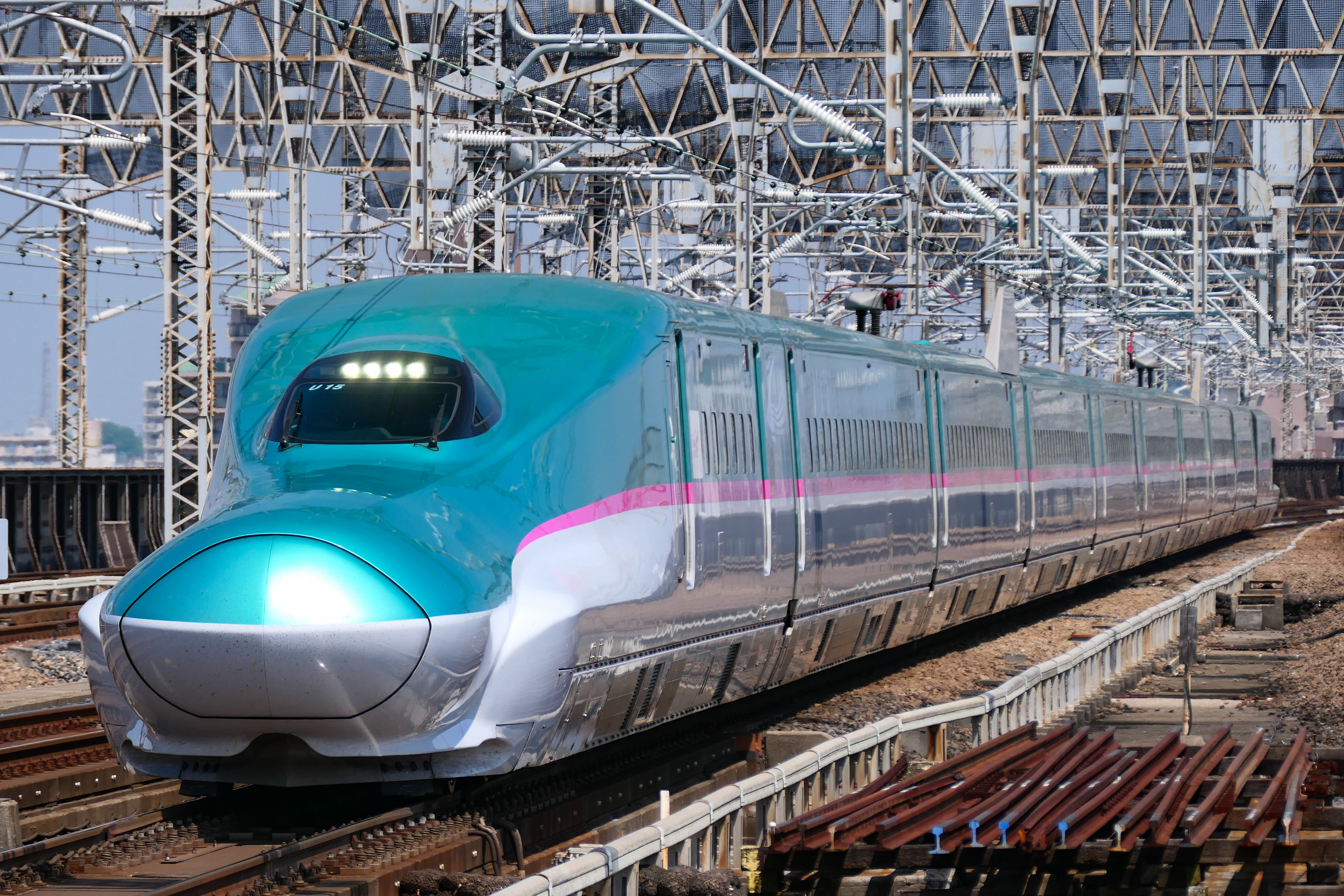
JR東日本E5系電車
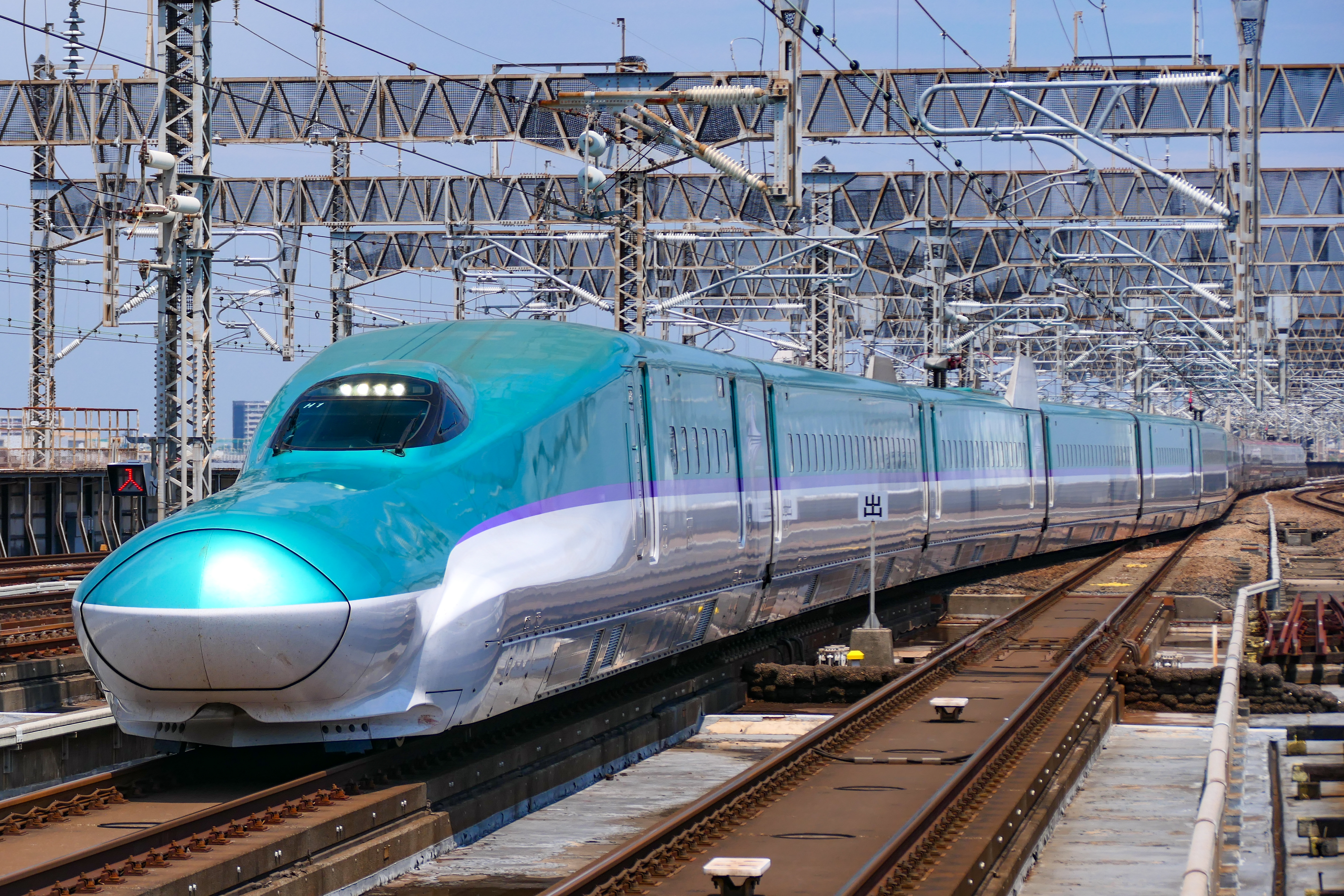
JR北海道H5系電車
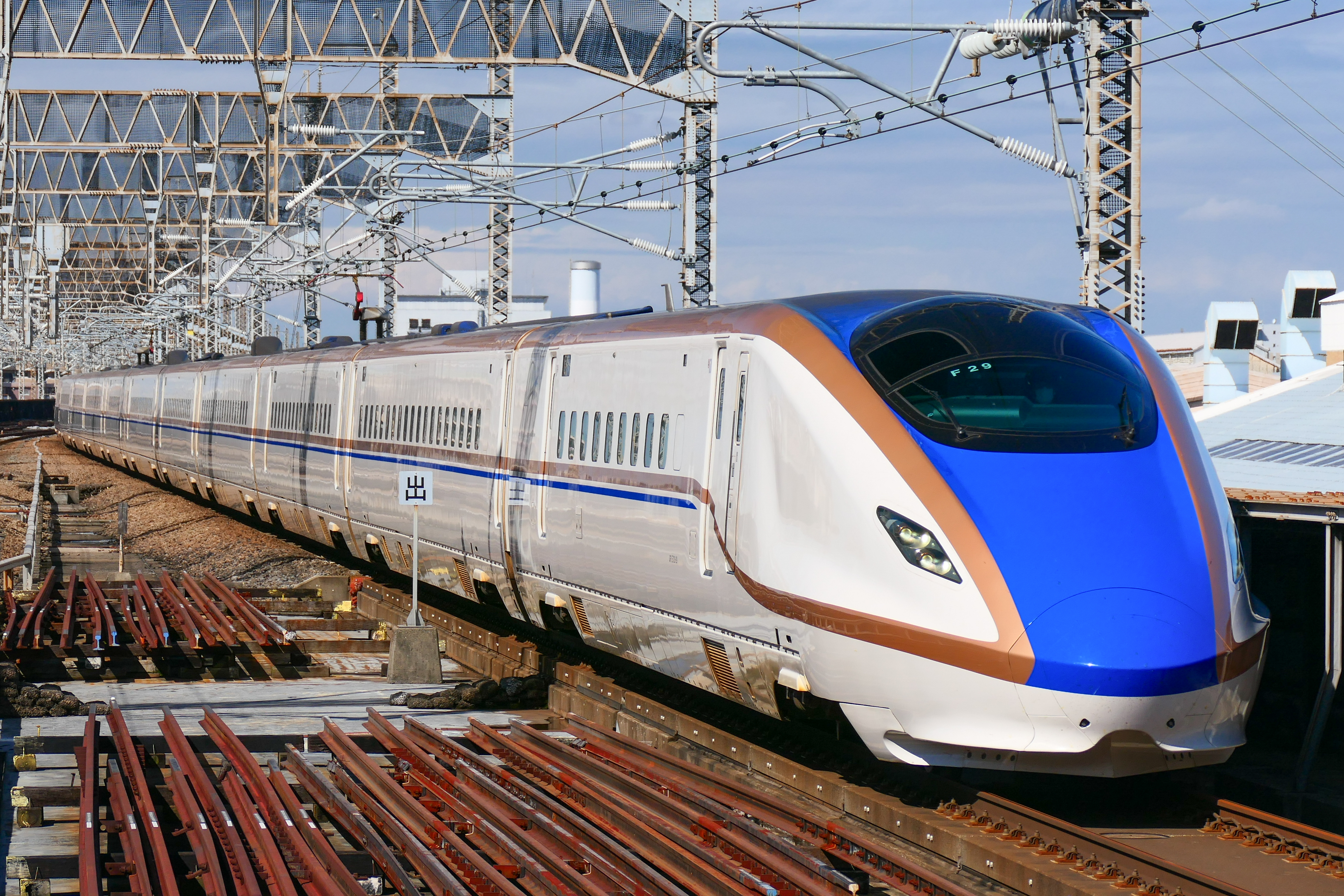
JR東日本E7系・ JR西日本W7系電車
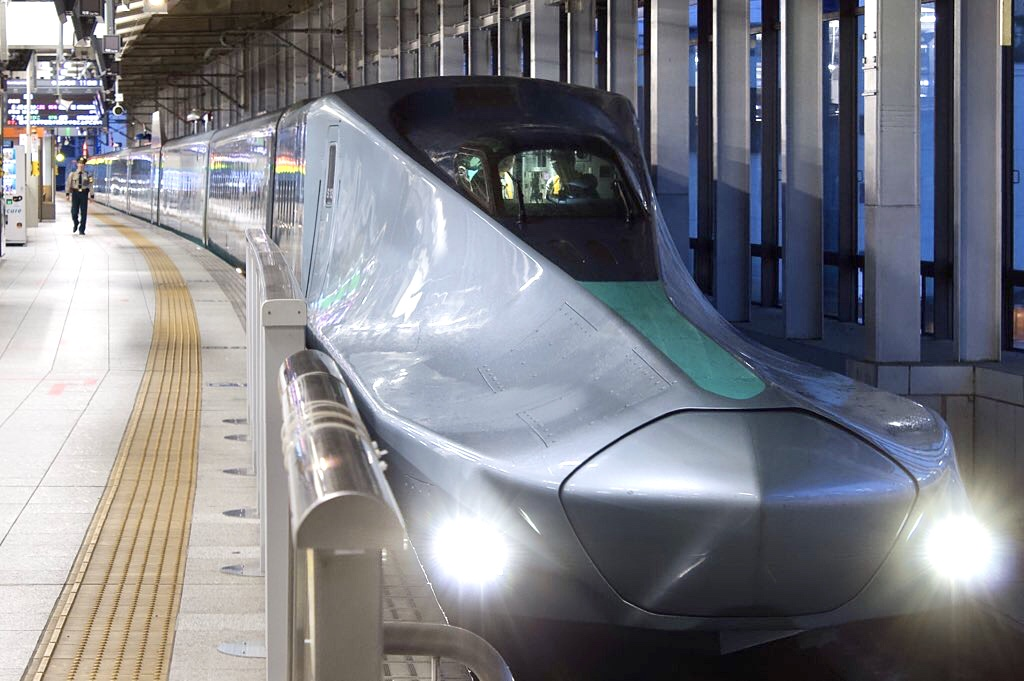
JR東日本E956形電車「ALFA-X（アルファエックス）」
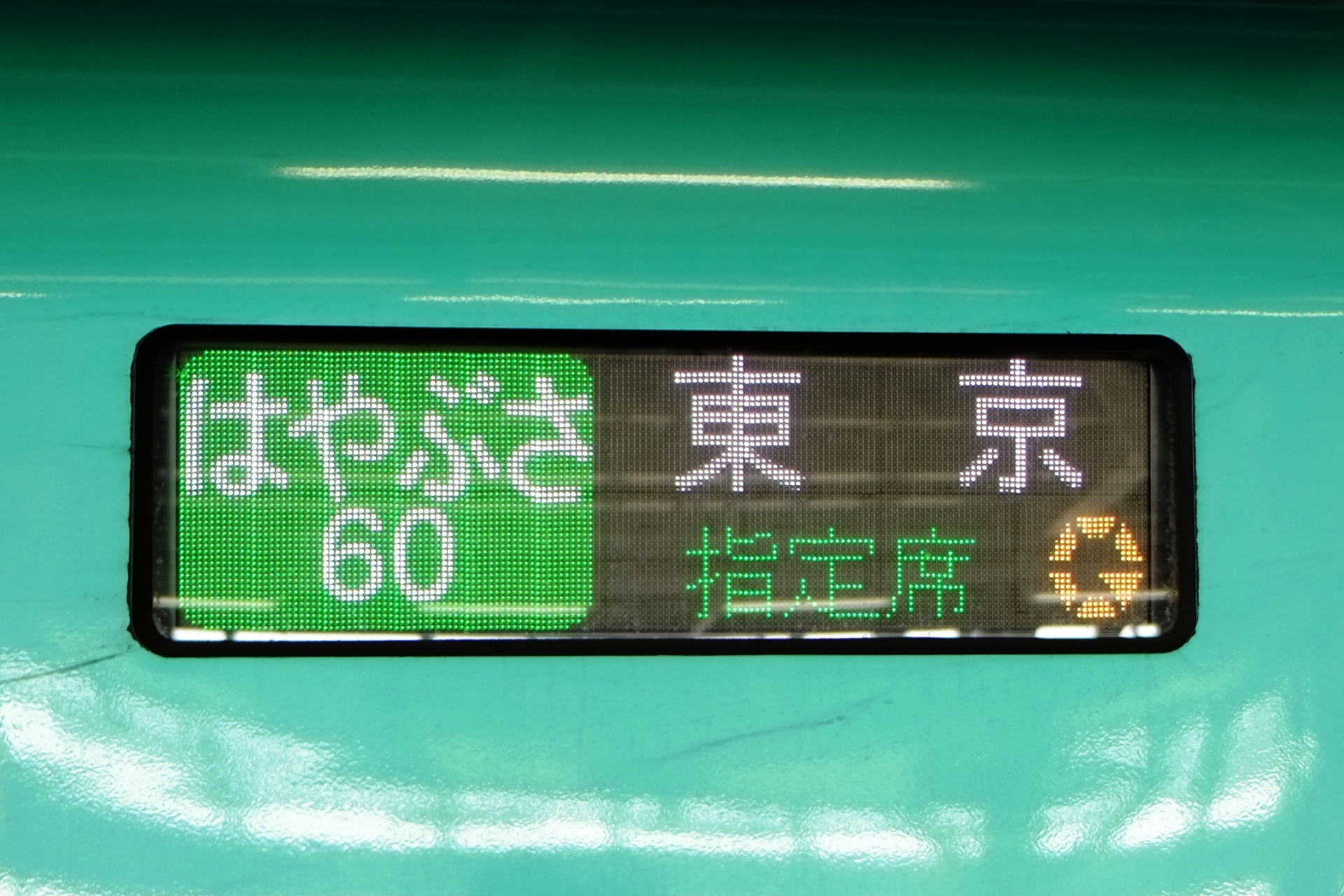
グランクラスマーク入りの行先表示（JR東日本E5系・JR北海道H5系電車）

## 歴史
- 2011年（平成23年）
  - 3月5日：東北新幹線・東京駅 - 新青森駅間のE5系「はやぶさ」で営業開始[39]。
  - 3月11日 - 4月28日：東北地方太平洋沖地震（東日本大震災）発生に伴う東北新幹線被害より、「はやぶさ」運転中止とともに営業休止。
  - 4月29日 - 9月22日：期間中、グランクラス料金のうち5,000円が、東日本大震災支援寄附金に寄付[40]。
  - 11月19日：E5系が充当される「はやて」・「やまびこ」でも営業開始[41]。
- 2012年（平成24年）
  - 3月17日：E5系が充当される「なすの」でも営業開始。「なすの」では専任アテンダントによる車内サービスはなく、座席のみの営業となる。また、早朝・深夜の一部の「はやて」（盛岡駅 - 新青森駅間など）でもE5系の運用が開始されたが、グランクラスは非営業、締切扱いとなる[42]。
- 2013年（平成25年）
  - 3月16日：一部の「はやて」・「やまびこ」でグランクラス料金の値下げを実施。対象列車は「なすの」と同様、座席のみの営業となる[43]。
- 2014年（平成26年）
  - 3月15日：北陸新幹線（当時の長野新幹線）東京駅 - 長野駅間のE7系「あさま」で営業開始。北陸新幹線延伸前の先行導入のため、座席のみの営業となる[44]。
- 2015年（平成27年）
  - 3月14日：北陸新幹線・長野駅 - 金沢駅間の開業に伴い、東京駅 - 金沢駅間のE7系・W7系「かがやき」・「はくたか」で営業開始。なお「あさま」は従来通り座席のみの営業となり、「つるぎ」では非営業、締切扱いとなる[45][46]。
- 2016年（平成28年）
  - 3月26日：北海道新幹線・新青森駅 - 新函館北斗駅間の開業に伴い、東京駅発着の「はやぶさ」で営業開始。なお、仙台・盛岡・新青森 - 新函館北斗駅間の「はやぶさ」・「はやて」は座席のみの営業となる[47]。また、東京駅 - 仙台駅間で運用する「やまびこ」は専任アテンダントによる車内サービスを取り止め、座席のみの営業となる[48]。
- 2019年（平成31年/令和元年）
  - 1月1日：東京発仙台行および仙台発東京行の「はやぶさ」（2号など）が専任アテンダントによる車内サービスを取り止め、座席のみの営業となる[49]。
  - 3月16日：上越新幹線にE7系を投入。「とき」4往復、「たにがわ」1往復でグランクラスの営業開始（座席のみの営業）[1]。
  - 5月12日：次世代新幹線試験車両「ALFA-X（アルファエックス）」を登場。試験車両では非営業、締切扱いとなる。
- 2020年（令和2年）
  - 4月9日 - 5月31日:新型コロナウイルス感染症拡大防止のため、グランクラス指定席の発売を中止。一部列車ではグランクラスの営業を休止[50]。
  - 4月14日 : 6月1日 - 6月30日まで運行分のグランクラス指定席の発売を中止[51]。
  - 5月13日 : 7月1日以降、当面の間運行分のグランクラス指定席の発売を中止[52]。
  - 6月19日：東北・北海道新幹線での営業サービスを再開[53]。
  - 7月1日：上越、北陸新幹線での営業サービスを再開[54]。
- 2021年（令和3年）
  - 1月16日：同日より当面の間、新型コロナウイルス感染症拡大防止のため、グランクラス指定席の発売を中止。一部列車ではグランクラスの営業を休止[55]。
  - 3月13日：利用状況を踏まえ、「はやて」・「やまびこ」の専任アテンダントによる車内サービスを取り止め、座席のみの営業となる[56]。
  - 3月26日：東北・北海道、上越、北陸新幹線での営業サービスを再開[57]。
  - 4月29日：新型コロナウイルス感染症拡大防止のため、グランクラス指定席の発売を中止。一部列車ではグランクラスの営業を休止[58]。
  - 7月1日：東北・北海道新幹線での営業サービスを再開[59]。
  - 7月12日：上越、北陸新幹線での営業サービスを再開[60]。
  - 7月16日：グランクラスアテンダントの新型コロナウイルス感染が確認されたため、グランクラス指定席の発売を中止。一部列車ではグランクラスの営業を休止[61]。
  - 8月6日：東北・北海道、上越、北陸新幹線での営業サービスを再開[62]。
- 2022年（令和4年）
  - 3月12日：料金を改定[63][64]。
  - 10月1日：北陸新幹線「はくたか」の専任アテンダントによる車内サービスを取り止め、座席のみの営業となる[65]。
- 2024年（令和6年）
  - 3月16日：北陸新幹線・金沢駅 - 敦賀駅の開業に伴い、同区間で運転開始。締め切り扱いだった「つるぎ」でのグランクラスの運用開始[66]。
- 2025年（令和7年）
  - 3月4日：2030年度を目途に東北新幹線用新型電車E10系の投入を発表。2027年秋以降に落成予定の第1編成（先行量産車）では、グランクラスを設定しないと報じられた[67]。